# Морські республіки

Прапор ВМС Італії, на якому зображено герби найвідоміших морських республік (за годинниковою стрілкою зверху ліворуч): Венеції, Генуї, Пізи та Амальфі.

Морські республіки (італ. repubbliche marinare) — таласократичні міста-держави Середземноморського басейну, розташовані на берегах Тірренського та Адріатичного морів — на Апеннінському півострові та в Далмації, що існували у IX—ХІХ століттях. Найвідомішими серед них були Венеційська, Генуезька та Пізанська республіки. Менш відомими, але часто не менш важливими були Амальфійська, Рагузька (сучасний Дубровник), Гаетанська, Анконська та мініатюрна Нолійська республіки.
З IX століття ці республіки будували флотилії кораблів як для власного захисту, так і для підтримки своїх розгалужених торгових мереж в Середземному морі, що відіграли важливу роль у відновленні перерваних в ранньому середньовіччі контактів між Європою, Азією та Африкою. Ці контакти набули не лише комерційного, а й культурного та мистецького характеру. Морські республіки також відіграли важливу роль у хрестових походах та дали світу таких видатних дослідників та мореплавців, як Марко Поло та Христофор Колумб.

## Виникнення

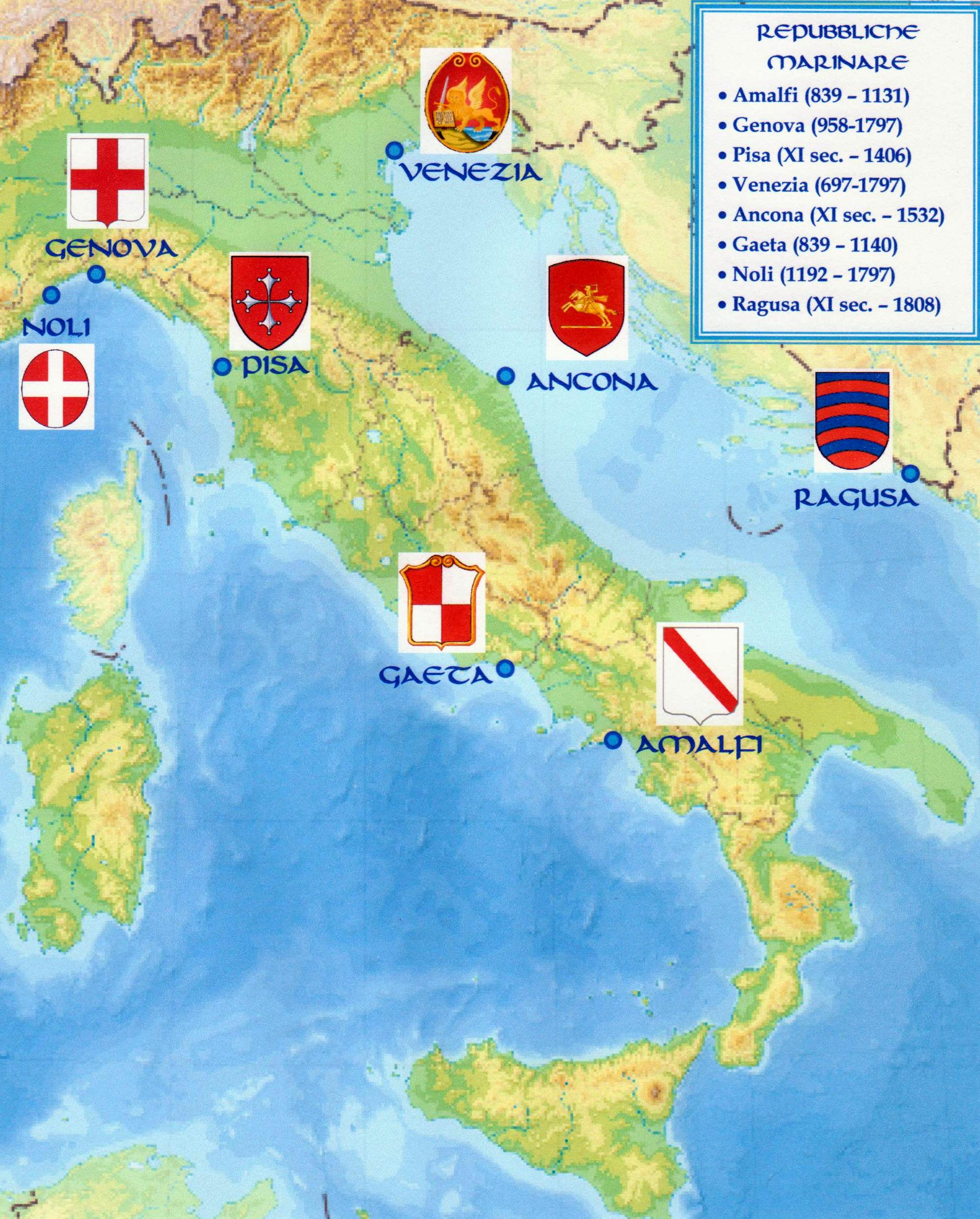
Розташування та герби морських республік

Термін «морські республіки» стосується італійських міст-держав, які в часи Середньовіччя здобули політичну автономію та економічне процвітання завдяки своїй ефективній морській діяльності (насамперед — торговій). Економічне відновлення в Європі в X—XI століттях на фоні складності та небезпечності материкових торгових шляхів призвели до активного розвитку європейських морських торгових шляхів в Середземному морі. Дедалі більша автономія, яку набули деякі прибережні міста, надала їм провідну роль у цьому розвитку. Цілих шість із цих міст — Амальфі, Венеція, Гаета, Генуя, Анкона та Рагуза — почали свою власну історію автономії та торгівлі після того, як були майже зруйновані жахливим пограбуванням, або були засновані біженцями, які рятувались зі спустошених земель. Через свою вразливість до піратських набігів (в ті часи переважно сарацинських), ці приморські міста змушені були організовувати власну оборону шляхом створення потужного військового флоту. Скориставшись суперництвом між візантійською та ісламською морськими потугами у X—XI століттях, молоді морські республіки поступово змогли перейти від захисту до наступу, активно конкуруючи з Візантією та ісламськими державами за контроль над торгівлею та морськими торговими шляхами між Європою, Азією та Африкою.
Як правило, вони мали республіканську олігархічну форму правління. Більшість із них розвинулись на територіях, що колись офіційно належали Візантійській імперії і протягом того, як влада Константинополя слабшала, змогли отримати фактичну, а згодом і формальну незалежність (основними винятками з цього правила були Генуя та Піза). За часів своєї незалежності всі ці міста мали схожі (хоча і не однакові) системи управління, в яких купецький клас мав значну владу.
Морські республіки брали помітну участь у близькосхідних та середземноморських хрестових походах XI—XIII століть. Вони забезпечували хрестоносців транспортом та військовою підтримкою, та повною мірою скористались політичними та торговими можливостями, що виникали внаслідок військових завоювань. Четвертий хрестовий похід 1202—1204 рр., офіційна мета якого була звільнення Єрусалиму, фактично призвів до завоювання Венецією Зари та Константинополя.
Венеція, Генуя та Піза панували над численними заморськими територіями, включаючи велику кількість середземноморських островів (зокрема Сардинію, Корсику, Крит, Кіпр, Лесбос, Самос, Кіклади та велику кількість менших островів), землі на узбережжях Адріатичного, Егейського та Чорного морів (Крим), а також торгові колонії на Близькому Сході та в Північній Африці. Венеція відрізняється на фоні інших морських республік тим, що вона утримувала величезні суходільні ділянки в Італії, Греції, на Кіпрі, в Істрії та Далмації аж до середини XVII століття.

## Морські республіки в часовому проміжку
Історії окремих морських республік дуже різняться, також дуже різна тривалість їх існування. Венеція, Генуя, Нолі та Рагуза мали досить довгу історію, з незалежністю, яка пережила середньовічний період і тривала аж до порогу сучасної епохи, коли італійські та європейські держави були зруйновані та спустошені наполеонівськими війнами. Піза і Анкона зберігали свою незалежність лише до епохи Відродження — Піза потрапила під панування Республіки Флоренція в 1406 р., тоді як Анкона потрапила під контроль Папської держави в 1532 р. Водночас Амальфі і Гаета втратили свою незалежність ще за часів високого середньовіччя — перша в 1131 році, а друга в 1140 році, обидві внаслідок норманського завоювання Південної Італії.
Морські республіки формували автономні республіканські уряди — форму самоорганізації купецького класу, що становив хребет їхньої влади. Історія морських республік тісно пов'язана як із початком європейської експансії на Схід, так і з витоками сучасного капіталізму як меркантильної та фінансової системи. Використовуючи золоті монети, купці італійських морських республік почали розробляти нові валютні операції та бухгалтерський облік. Технологічний прогрес у судноплавстві забезпечив істотну підтримку зростання товарного багатства. Портолани — морські карти XIV—XV століть належать школам Генуї, Венеції та Анкони.

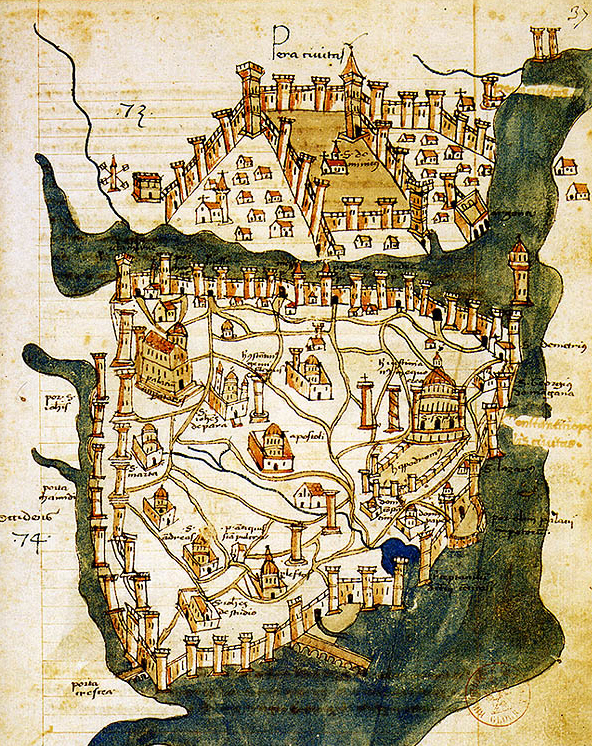
Мапа Константинополя (1422) флорентійського картографа Крістофоро Буондельмонті, що показує (значно збільшений) торговий квартал Пера на півночі Золотого Рогу з півостровом Константинополь на півдні.

Хрестові походи відкривали можливості для розширення. Вони дедалі більше покладалися на італійський морський транспорт, за надання якого республіки отримували в концесії колонії, а також грошову винагороду. Венеція, Амальфі, Анкона і Рагуза вже займалися торгівлею з Левантом, але ця діяльність посилилась з початком хрестових походів: тисячі італійців з морських республік вирушили в Східне Середземномор'я і Чорне море, створивши бази, порти і комерційні заклади, знані як «колонії». Це були невеликі закриті анклави, закриті в межах міст, часто лише у вигляді однієї вулиці, де правили закони італійського міста, керував губернатор (подеста в генуезьких колоніях і бальї в венеційських), призначений з метрополії, була церква під своєю юрисдикцією та лавки зі знайомими італійськими продуктами та товарами. Ці італійські торгові осередки також мали значний політичний вплив на місцях: італійські торговці формували подібні на гільдії асоціацій в цих центрах, з метою отримання юридичних, податкових та митних пільг з боку іноземних держав. Пера в Константинополі, спочатку генуезька, а пізніше (за османів) венеційська, була найбільшою і найвідомішою італійською торговою колонією.

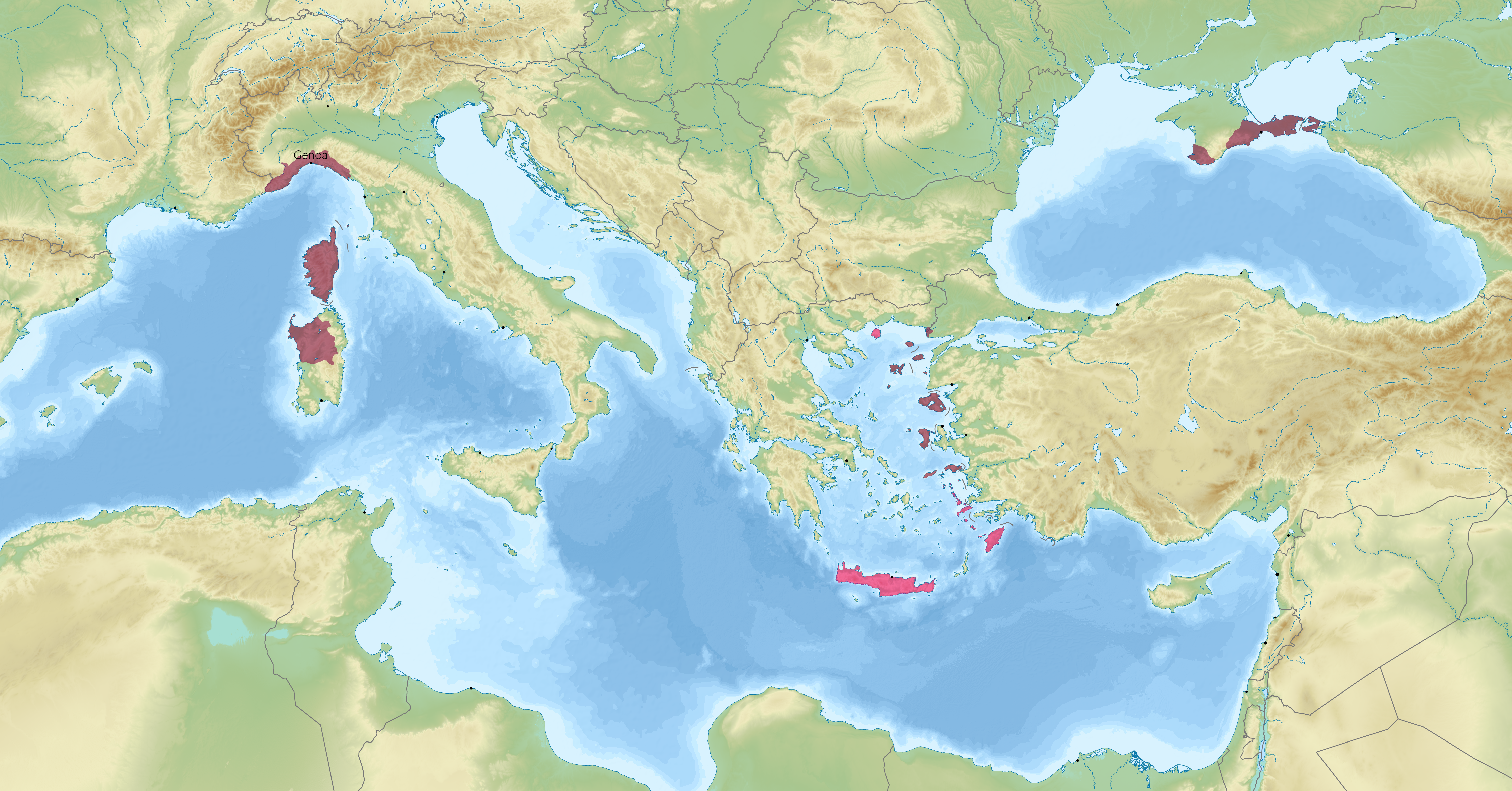
Генуезькі володіння XII – XIII ст
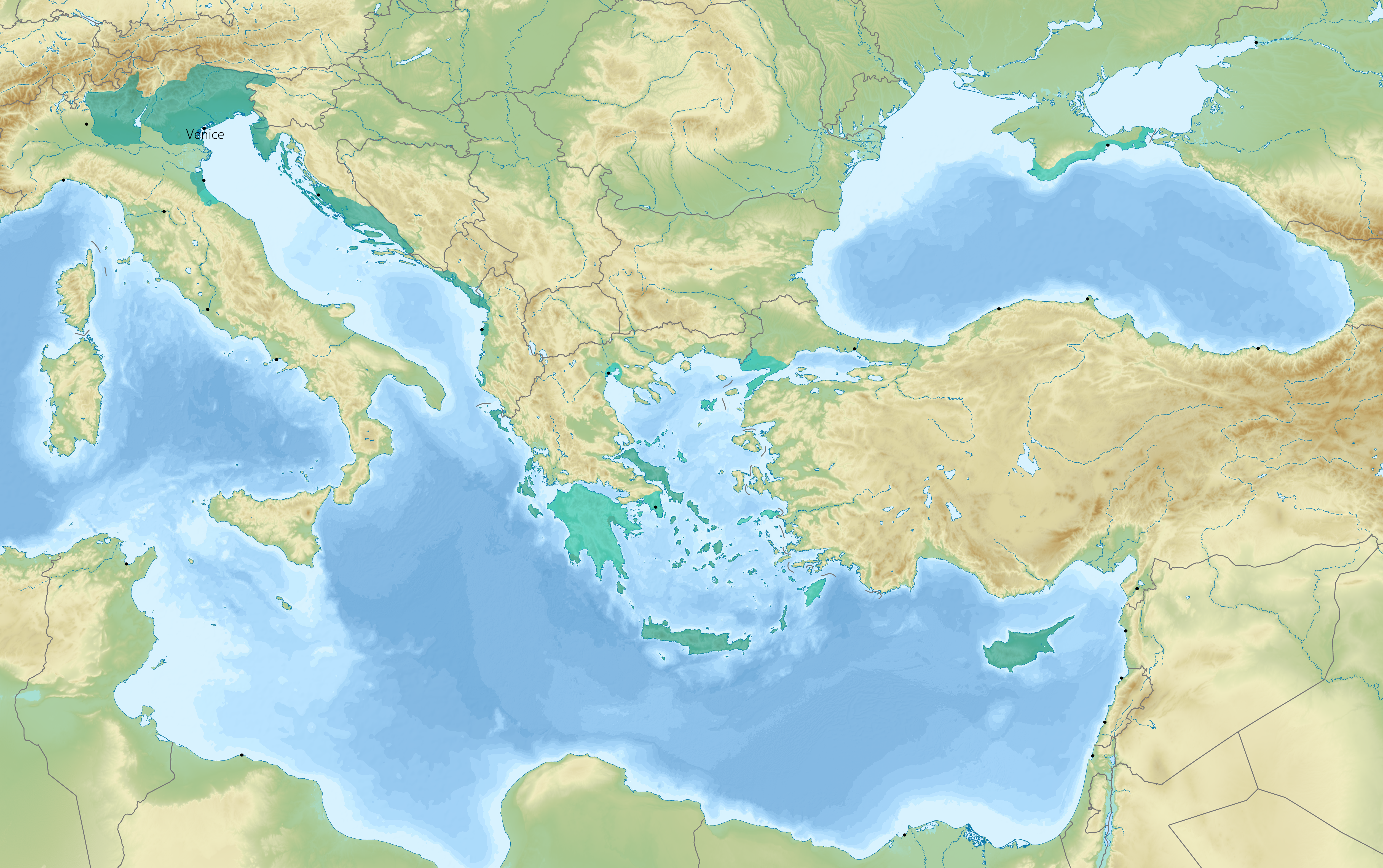
Венеційські володіння в XV – XVI ст
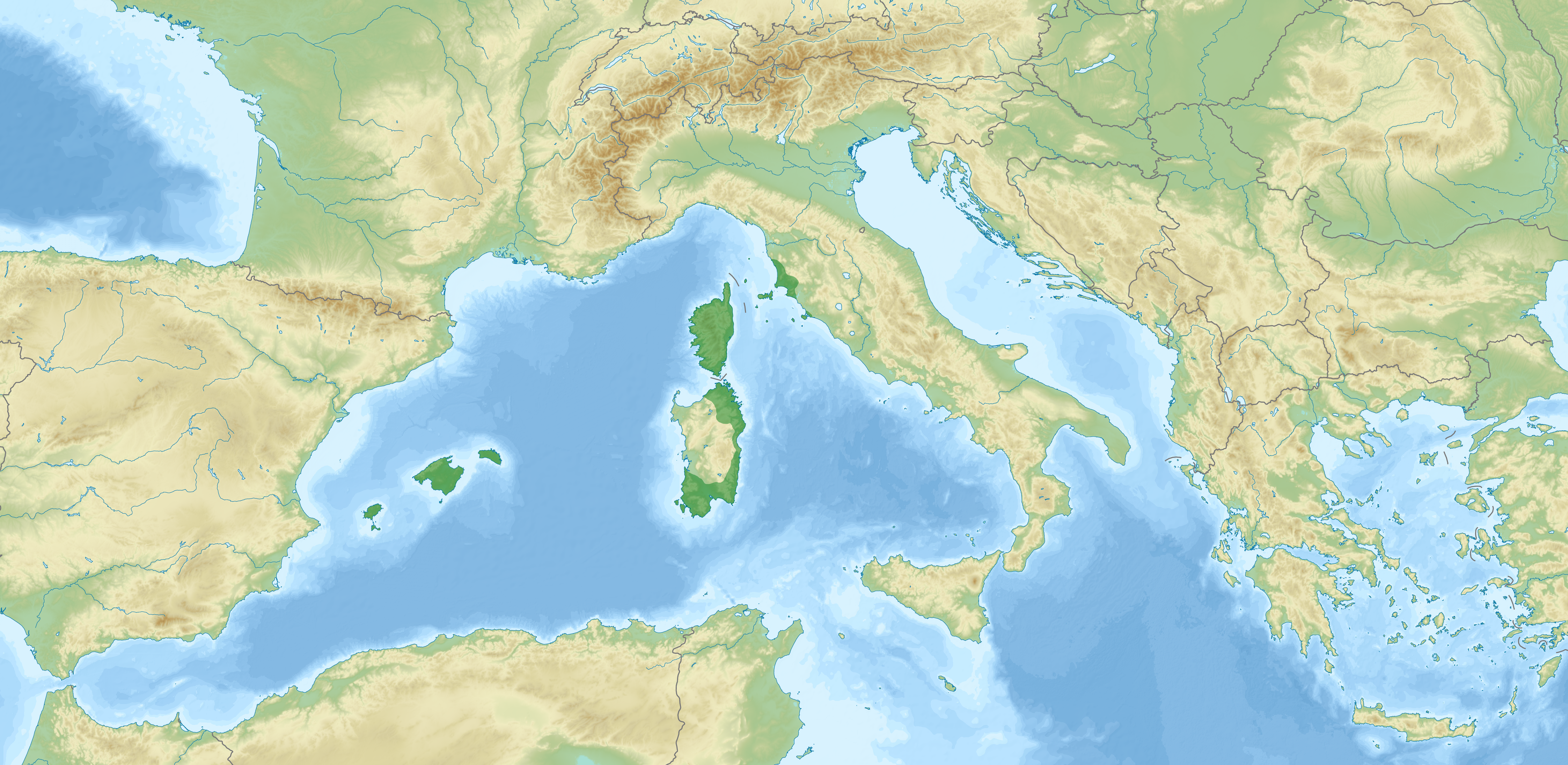
Пізанські володіння в 12 столітті

## Амальфі

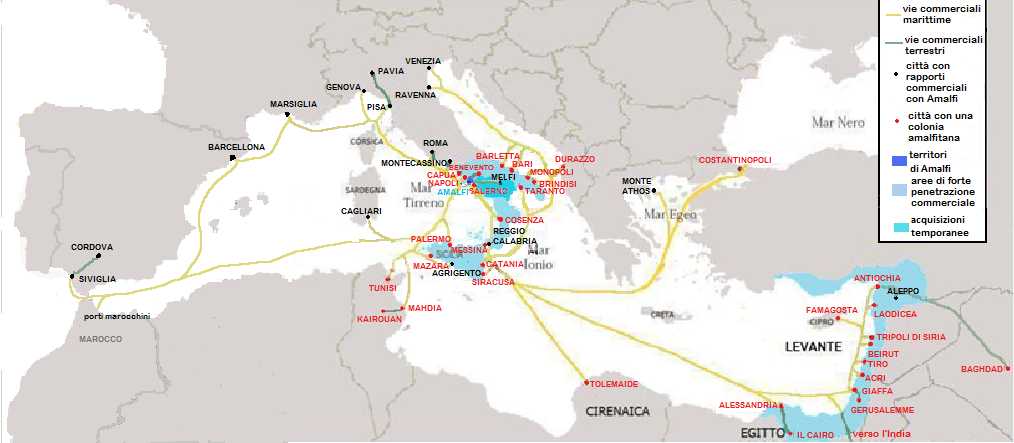
Амальфітанські торгові шляхи та зони впливу

Амальфі стала першою морською республікою, що почала відігравати дуже важливе значення в середземноморській торгівлі і розвинула активні комерційні зв'язки з Візантією та Єгиптом.
Амальфі здобула фактичну незалежність від візантійського Неаполітанського герцогства в 839 році. Того року князь лангобардського Беневенто Сікард під час війни проти візантійців завоював місто і депортував частину його населення, але коли він загинув у палацовій змові, амальфітяни повстали, вигнали лангобардський гарнізон і започаткували існування вільної республіки Амальфі. Спочатку мешканці Амальфі організували управління за республіканською системою, де префектурою керували виборні коміти, допоки у 945 році владу не захопив Мастал II, що проголосив себе герцогом.
Амальфійські купці зруйнували арабську монополію на середземноморську торгівлю і ще в Х столітті заснували торгові бази в Південній Італії та на Близькому Сході. Амальфійці також першими заснували торгову колонію в Константинополі.
Серед найважливіших досягнень Республіки Амальфі є Амальфітанське право, кодифіковані норми морського права, які були акцептовані багатьма іншими європейськими морськими державами і залишались чинними протягом всього Середньовіччя.
Влітку 846 року кораблі Амальфі, разом з кораблями Неаполя, Гаети і Сорренто входили до об'єднаного флоту на чолі з дукою Неаполя Сергієм I, який розбив флотилію сарацин в битві біля мису Лікоза.
У 849 р. флот Амальфі, разом із флотами Неаполя і Гаети прийшов на допомогу папі Леву IV під час нападу сарацинів на Рим і зіграв важливу роль в переможній битві при Остії. З 909 року Амальфі активно торгував з Фатімідським халіфатом і мабуть, тому амальфійці не приєднались до об'єднаної християнської армії на чолі з папою Іваном Х, яка у вирішальній битві перемогла арабські війська в битві при Гарільяно у 915 році.
З другої половини X століття розвиток економічної потужності Амальфі досягає свого піку і її купці впродовж століття домінують у середземноморській та італійській торгівлі, допоки цю роль не перебрали на себе інші морські республіки з північної Італії — Піза, Генуя і Венеція.

Арабський мандрівник Ібн Хаукаль, так описував Амальфі в 977 році, під час довгого правління герцога Мансо I:
… найблагополучніше ломбардське місто, найблагородніше, найславетніше своїми діяннями, найбагатше і найпишніше. Територія Амальфі межує з Неаполем, теж гарним містом, але менш важливим, ніж Амальфі.
У 1009 році фатімідський халіф Аль-Хакім зруйнував шпиталь для християнських паломників і велику кількість інших будівель в Єрусалимі. 1023 року халіф Алі аз-Загір дав італійським купцям з Амальфі та Салерно дозвіл відбудувати хоспіс, монастир і каплицю в Єрусалимі. Серед цих купців був Маурос, амальфітанський купець, який разом зі своєю матір'ю Анною та її братом Костянтином надавав пожертви монастирю Святого Лаврентія в Амальфі і який, ймовірно, мав певний зв'язок із амальфітенцем Жераром Блаженним, чернецем який наприкінці XI століття керував в єрусалимському районі Муристан шпиталем для чоловіків і пізніше став засновником Ордену Лицарів Святого Іоанна Єрусалимського (Госпітальєрів). Архієпископ Іоанн Амальфійський записав, що під час свого паломництва до Єрусалиму в 1082 році він відвідав цю лікарню.
З 1039 року Амальфі потрапляє під контроль лангобардського Салернського князівства.
У 1073 році нормандець Роберт Гвіскар завоював місто, взявши собі титул Dux Amalfitanorum (Герцог Амальфітанців). 1096 року Амальфі здійняло повстання і відновило незалежність республіки, але було знову завойоване норманами у 1101 році. Амальфі ще раз повстало в 1130 році і було остаточно приборкане в 1131 році флотом норманського короля Сицилії Рожера II на чолі з адміралом Георгієм Антіохійським. Рожер II позбавив місто тих привілеїв і прав самоуправління, що залишались у Амальфі після завоювання Робертом Гвіскаром.
Під час війни, яку вели проти Рожера II Папа Римський Інокентій II і імператор Лотар II, в 1137 році Амальфі було захоплено і пограбовано флотом союзної імператору Пізанської республіки. Після цього Амальфі, позбавлене самостійності норманами і розграбоване пізанцями почало стрімко занепадати, а його функції головного комерційного агента в Південній Італії перебрали на себе іноземці з північних республік Піза та Генуя.

## Піза

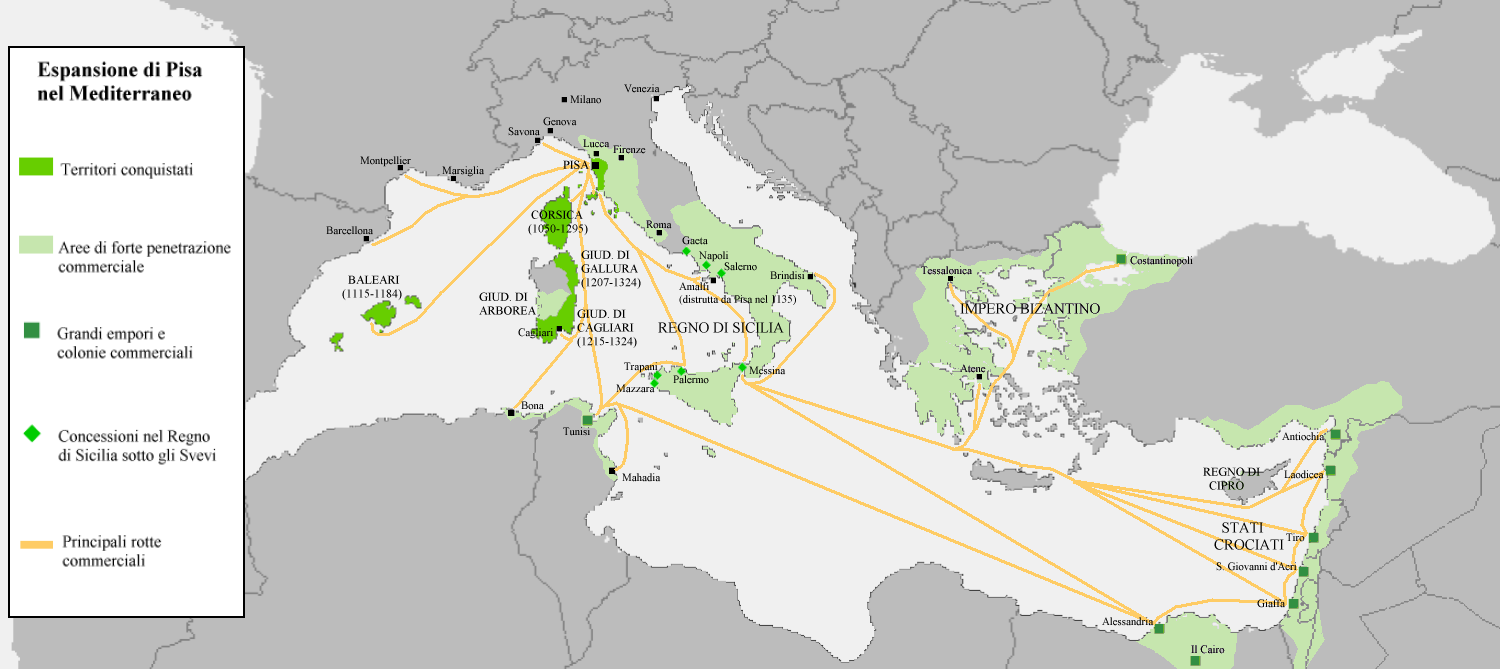
Пізанські торгові шляхи, заморські володіння та зони впливу

Вже до VII століття належать перші згадки про наявність військового флоту у Пізи, коли пізанці допомогли папі Григорію I в його війні з візантійським екзархом Равенни. Підкорення франками Карла Великого в 774 році італійського Лонгобардського королівства включило місто до складу його імперії, що супроводжувалось деяким уповільненням економічного розвитку Пізи, однак після розпаду імперії та формування у 812 році маркграфства Тоскани, темпи зростання морської торгівлі та політичної самостійності міста знову прискорились. У IX столітті Піза стала провідним портом північної частини Тірренського моря, здійснюючи торгівлю між тосканським узбережжям, Сардинією, Корсикою та Провансом. 
Місто фактично управлялось місцевими аристократичними родинами, які дуже рано включились до торгової діяльності. Навіть пізанський віконт, представник маркграфа Тоскани в місті, виявився втягнутим до морської торгівлі, що сприяло послабленню центральної влади в Пізі. Свідченням тому, що вже до початку XI століття Піза сягнула певного ступеню автономії, є війна 1003 року між Пізою та Луккою — перша зафіксована у джерелах війна між двома італійськими містами. До XI століття Піза перетворилась на важливий торговельний центр, що складав конкуренцію приморським містам Південної Італії (Амальфі, Неаполю, Барі).
Однак головною перепоною для подальшого розвитку морської торгівлі міста стали невпинні набіги арабів на італійські та південнофранцузькі береги. Боротьбу з арабами в Західному Середземномор'ї очолила Піза. Вже у X віці пізанці та генуезці спільно діяли проти арабських кораблів біля північно-західного узбережжя Італії. 1004 року сарацинам удалось прорватись до Пізи та зруйнувати один з її кварталів. Набіг повторився 1011 року і після нього Піза перейшла в наступ. У 1016 р. союз Пізи та Генуї переміг сарацинів, завоював Корсику і отримав контроль над Тірренським морем. До завершення XI століття, усунувши арабську загрозу прибережним регіонам Західного Середземномор'я, Піза стала на деякий час провідною морською державою Європи. Її торгові зв'язки охоплювали країни від Іспанії до Леванту, а флот панував у Середземному морі. 1077 року папа Григорій VII затвердив пізанські «Морські закони та звичаї» (італ. Consuetudini di mare) як основний документ, що регулює норми морського права європейських держав.
Пізанський флот відігравав провідну роль в Першому хрестовому поході, а його очільник, Дагоберт Пізанський, перший архієпископ Пізи став другим латинським патріархом Єрусалима після того, як місто було захоплене хрестоносцями. В 1135 році пізанський флот в порушення давніх домовленностей напав і вщент розграбував Амальфі, яке втратило як свій флот, так і політичну автономію і вже більше ніколи не відновилось як морська потуга. Руйнування Амальфі стало кульмінацією морської могутності Пізи та свідченням її гегемонії в Західному Середземномор'ї.
Піза, що на той час ще розташовувалась біля морського узбережжя в гирлі Арно, досягла вершини своєї слави між XII і XIII століттями, коли її кораблі контролювали Західне Середземномор'я. Проте вже в XIII столітті домінуванню Пізи в Західному Середземномор'ї кинула виклик Генуя, що врешті призвело в 1284 році до морської битви при Мелорії, яка закінчилась перемогою генуезців і катастрофічним розгромом пізанського флоту, що  ознаменувало початок швидкого занепаду Пізанської республіки. Піза відмовилася від усіх претензій на Корсику і передала Генуї в 1299 році свою частину Сардинії. Крім того, розпочате в 1324 році Арагонське завоювання Сардинії позбавили тосканське місто від контролю над юдикатами в Кальярі і Галлурі. Проте Піза все ще зберігала свою незалежність і контроль над тосканським узбережжям до 1409 року, коли вона була анексована Флоренцією.

## Генуя

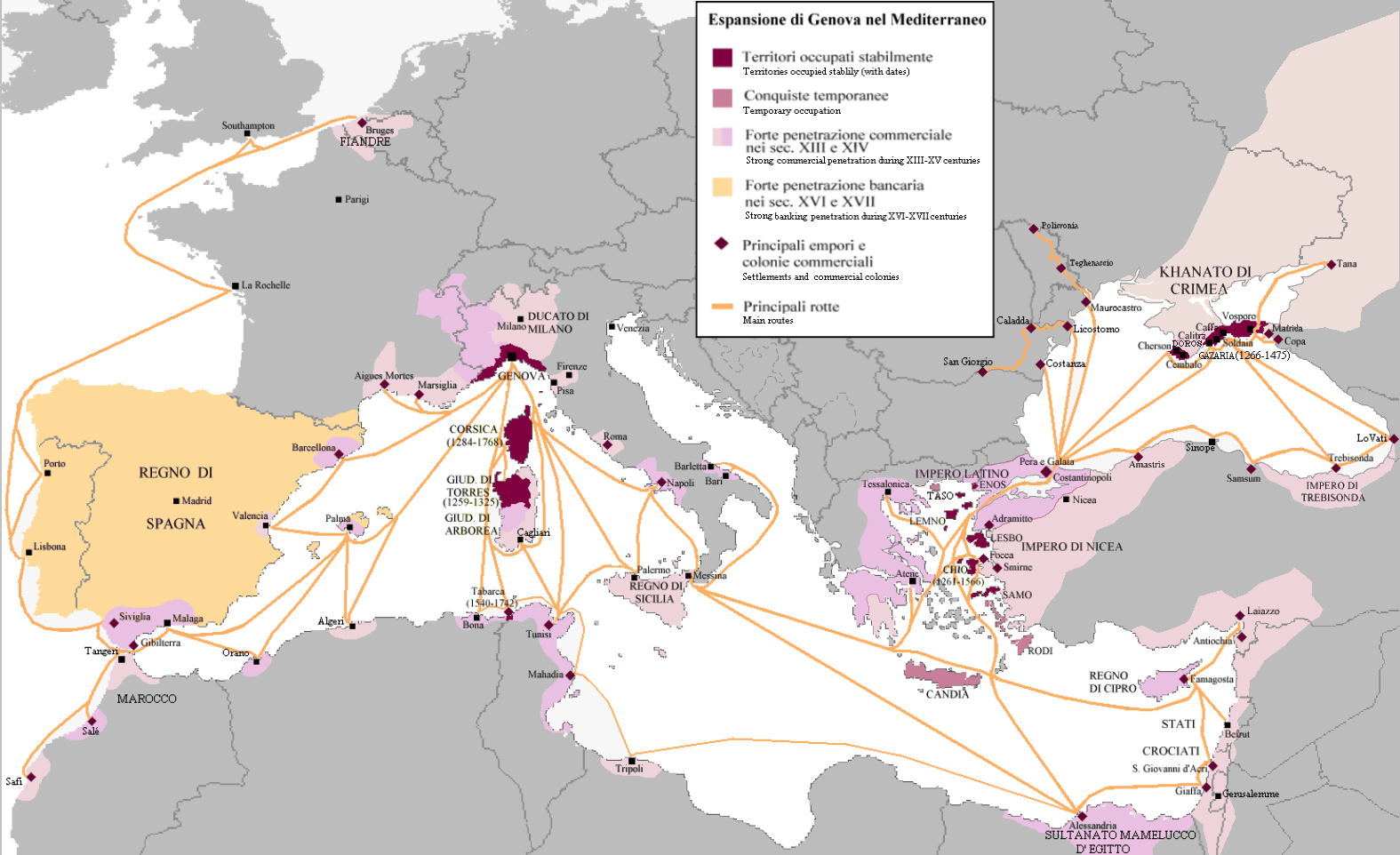
Генуезькі торгові шляхи, заморські володіння та зони впливу

Генуя, також знана як «La Superba» (Чудова), почала здобувати автономію від Священної Римської імперії приблизно в XII столітті, ставши містом-державою з республіканською конституцією та беручи активну участь у Перших хрестових походах. Спочатку республіка називалась Compagna Communis, скасування республіканського устрою було офіційно оголошено в 1528 році з ініціативи адмірала Андреа Доріа.
Союз із Пізанською республікою дозволив звільнити західну частину Середземномор'я від сарацинських піратів та відвоювати Корсику, Балеарські острови та Прованс.
Формування Compagna Communis — зборів усіх торгових асоціацій міста (compagnie), до складу яких також входили великі землевласники з сусідніх долин та узбережжя, нарешті ознаменувало народження генуезького уряду.
Справи міста відчутно пішли вгору після приєднання Генуї до Першого хрестового походу — її участь принесла великі привілеї для генуезьких колоністів, які вирушили до багатьох місць у Святій Землі. Вершини генуезької могутності було досягнуто в XIII столітті після укладення в 1261 році Німфейського договору з нікейським імператором Михаїлом VIII Палеологом. В обмін на обіцянки допомогти візантійцям відвоювати Константинополь, генуезці добились витіснення своїх конкурентів венеційців з проток, що ведуть до Чорного моря, яке швидко стало суто «генуезьким» морем. Незабаром, у 1284 році, генуезький флот остаточно розгромив Пізу в битві при Мелорії.

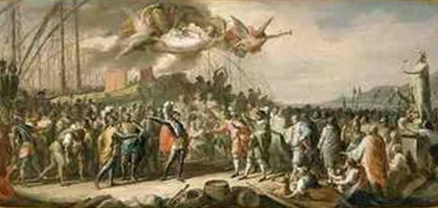
Торжество Генуезького адмірала Ламба Доріа в битві при Курцолі

У 1298 році генуезці повністю розбили венеційський флот в Андріатичному морі в битві при Курцолі. В результаті битви генуезці захопили венеційського адмірала Андреа Дандоло, сина дожа Джованні Дондоло, а також венеційського купця Марко Поло, який під час ув'язнення у Палаццо Сан-Джорджо надиктував історію своїх подорожей своєму співкамернику Рустікелло да Піза, полоненому в битві при Мелорії, іншій переможній для флота Генуезької республіки битві. Генуя залишалася провідною морською силою в Середземномор'ї до останнього великого конфлікту з Венецією, війни Кіоджи 1379 року. Спочатку успішна для генуезцыв, ця війна закінчилася вирішальною перемогою венеційців, які нарешті повернули панування над торгівлею зі Сходом.

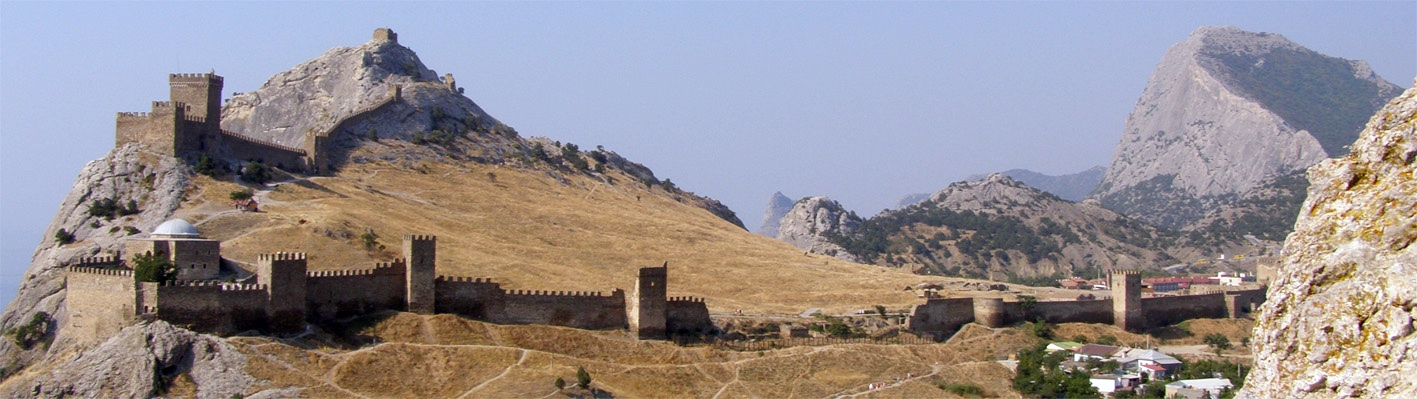
Генуезька фортеця в Судаку, Крим

Після похмурого для республіки XV століття, позначеного спалахами чуми та іноземним пануванням, місто відновило самоврядування в 1528 році зусиллями Андреа Доріа, який створив нову конституцію для Генуї. Протягом наступного століття Генуя стала головним спонсором іспанської монархії, отримуючи величезні прибутки, що дозволило вижити старому патриціанському класу протягом певного періоду. Республіка залишалася незалежною до 1797 р., коли вона була завойована Першою французькою республікою за часів Наполеона і замінена Лігурійською республікою. Після нетривалого відродження в 1814 р. Республіка була остаточно анексована Сардинським королівством у 1815 році.

## Венеція

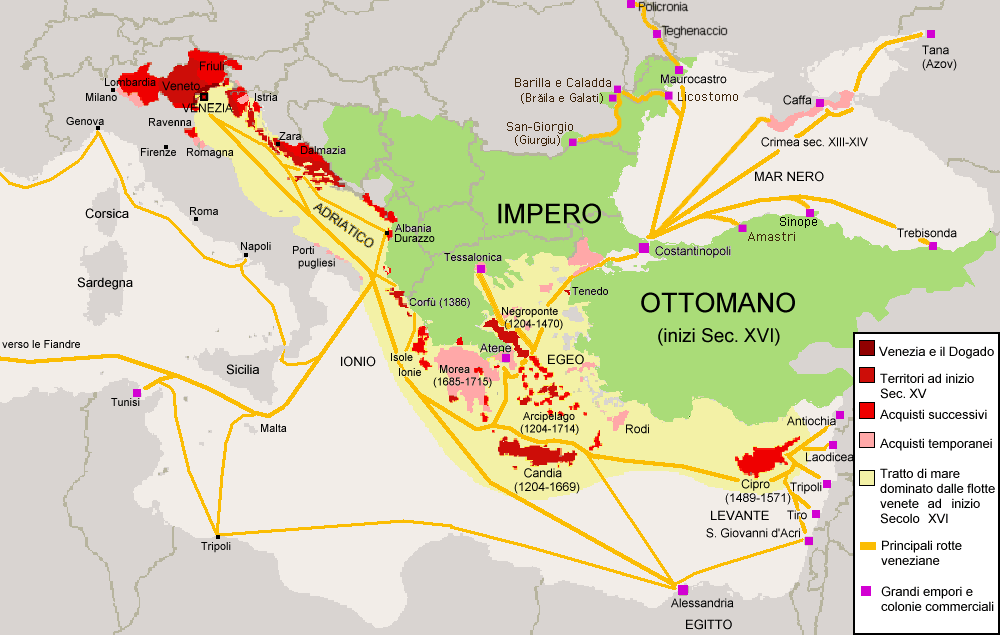
Венеційські торгові шляхи, заморські володіння (Stato da Mar) та зони впливу

Республіка Венеція, також знана як La Serenissima (Найясніша), зародилася в 421 році внаслідок розвитку торгових відносин з Візантійською імперією, в складі якої місто формально перебувало, хоча і з істотним ступенем незалежності. 742 року четвертий дож Венеційської республіки Теодато Іпато переніс свою резиденцію з Ераклеї в Маламокко. 811 року, після завершення франксько-візантійсько-венеційської війни, що показала вразливість Маламокко на острові Лідо до нападів з моря і втечі дожа Обелеріо Антенореа до Константинополя, новий дож Анджело Партичипаціо  переніс свою резиденцію з Маламокко на острів Ріальто і розпочав його забудову.
Венеція залишалася союзником Візантії у боротьбі з арабами та норманами. Близько 1000 року вона розпочала свою експансію в Адріатичному морі, розгромивши слов'янських неретвянських піратів, які тероризували узбережжя Істрії та Далмації, і поставивши ці регіони та їхні основні поселення під власний контроль. 1082 року Венеція в обмін на обіцянку військової допомоги свого флоту в боротьбі з норманами, уклала надзвичайно сприятливий торговий договір з Візантією, який звільнив венеційських купців від сплати податків на території імперії.
На початку XIII століття місто досягло вершини своєї потужності, домінуючи над комерційними шляхами в Середземному морі та на Сході. В результаті захоплення Константинополя під час Четвертого хрестового походу (1202—1204) Венеційська республіка отримала після розділу Візантії між переможцями у володіння три восьмих Візантійської імперії — низку островів та найбільш комерційно важливих приморських міст імперії і значні торгові преференції в Східному Середземномор'ї (на території колишньої Візантійської імперії), що дозволило їй суттєво посунути тут своїх конкурентів генуезців. Завоювання важливих портів на о. Корфу (1207) та Крит (1209) дало їй можливість створити та контролювати торгові маршрути, які поширювалася на схід і досягали Сирії та Єгипту, та стати майже монопольним постачальником до Європи екзотичних східних товарів, зокрема спецій.
До кінця XIV століття Венеція стала однією з найбагатших держав Європи. Її пануванню у східному Середземномор'ї в наступні століття постійно загрожувало неухильне розширення в цьому регіоні Османської імперії. Низка поразок Венеційської республіки у війнах з Османською імперією, попри велику морську перемогу в битві при Лепанто 1571 р. призвела до поступової втрати Венецією своїх баз в Аттиці, на Пелопонесі та на островах Егейського та Іонічного морів.

Після втрат своїх заморських колоній в результаті війн з османами, Венеційська республіка перенесла свою увагу на материк і значно розширила свою територію на Апенинському півострові, створивши розлогу материкову державу (Тераферма). Вона стала найпотужнішою з морських республік і залишалась наймогутнішою державою Італії аж до 1797 року, коли Наполеон вторгся у Венеційську лагуну і завоював Венецію. Місто перебувало під французьким та австрійським контролем протягом наступного півстоліття, перш ніж ненадовго відновити свою незалежність під час революцій 1848 року. Австрійське правління відновилося через рік і тривало до 1866 року, коли Венето було приєднано до Королівства Італія.

## Анкона

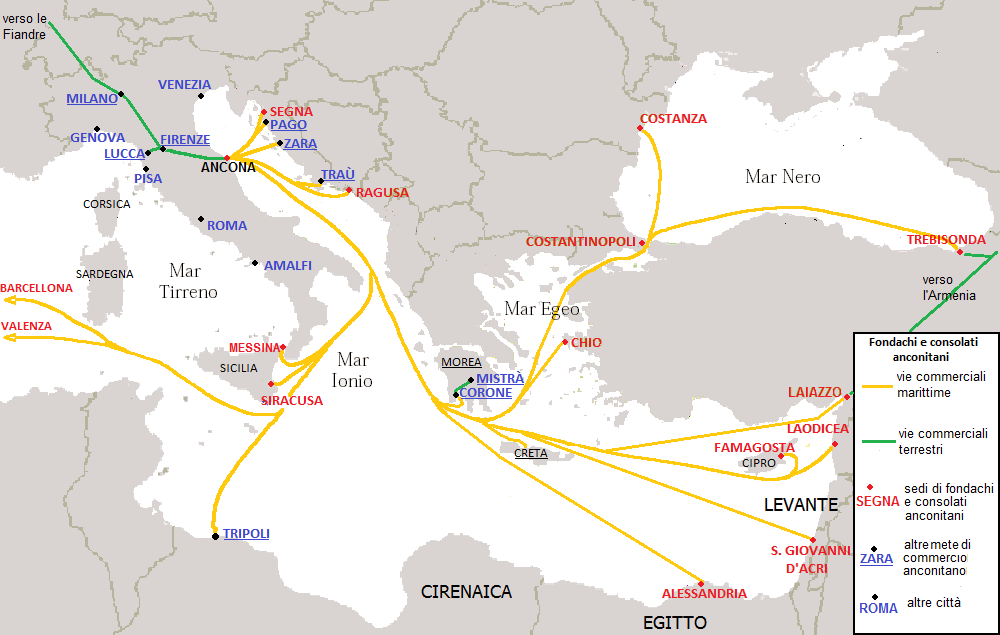
Торгові зв'язки Анкони

Включена до складу Папської держави з 774 р., Анкона потрапила під вплив Священної Римської імперії близько 1000 р., але поступово здобула незалежність, щоб стати цілком незалежною з приходом комуни у XII столітті. Її девізом було «Ancon dorica civitas fidei» (Дорійська Анкона, місто віри). Республіка карбувала власні монети — срібні агонтано і золоті агното. Хоча дещо обмежена верховенством Венеції на морі, Анкона була помітною морською республікою завдяки своєму економічному розвитку та своїй преференційній торгівлі, особливо з Візантійською імперією. Попри низку експедицій, торгових війн та морських блокад, Венеція так і не зуміла підкорити Анкону.

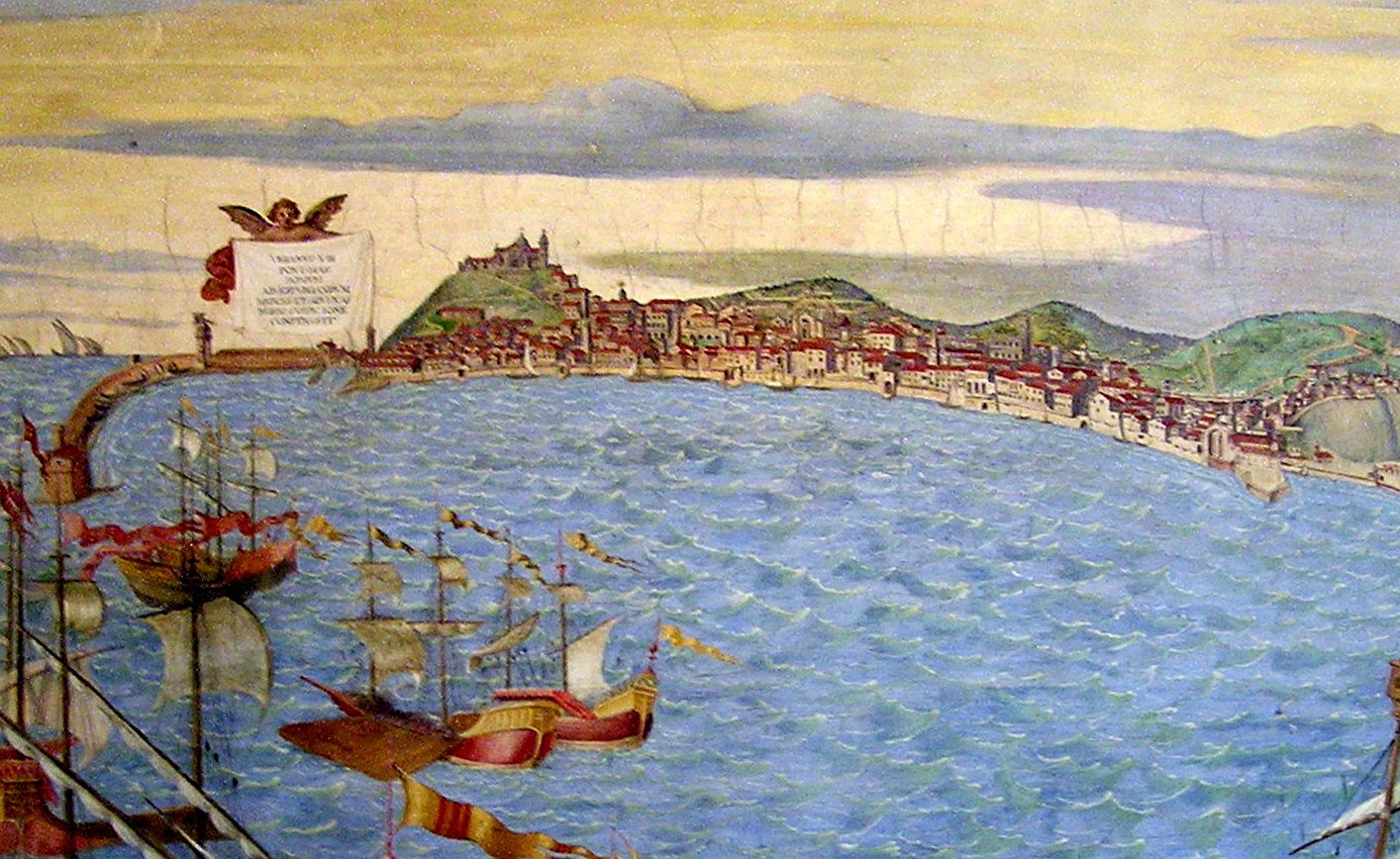
Порт Анкона (XVI століття).

Щоб протистояти більш потужній венеції, республіка Анкона підтримувала добрі стосунки з Угорським королівством і була союзником Республіки Рагуза. Попри зв'язок з Візантією, вона також підтримувала добрі стосунки з Османською імперією, що дозволяло їй служити воротами центральної Італії на Схід. Склади Республіки Анкона постійно діяли в Константинополі та інших візантійських портах, тоді як постачання товарів, що ввозяться сушею (особливо текстилю та прянощів) покладалось на купців з Лукки та Флоренції.

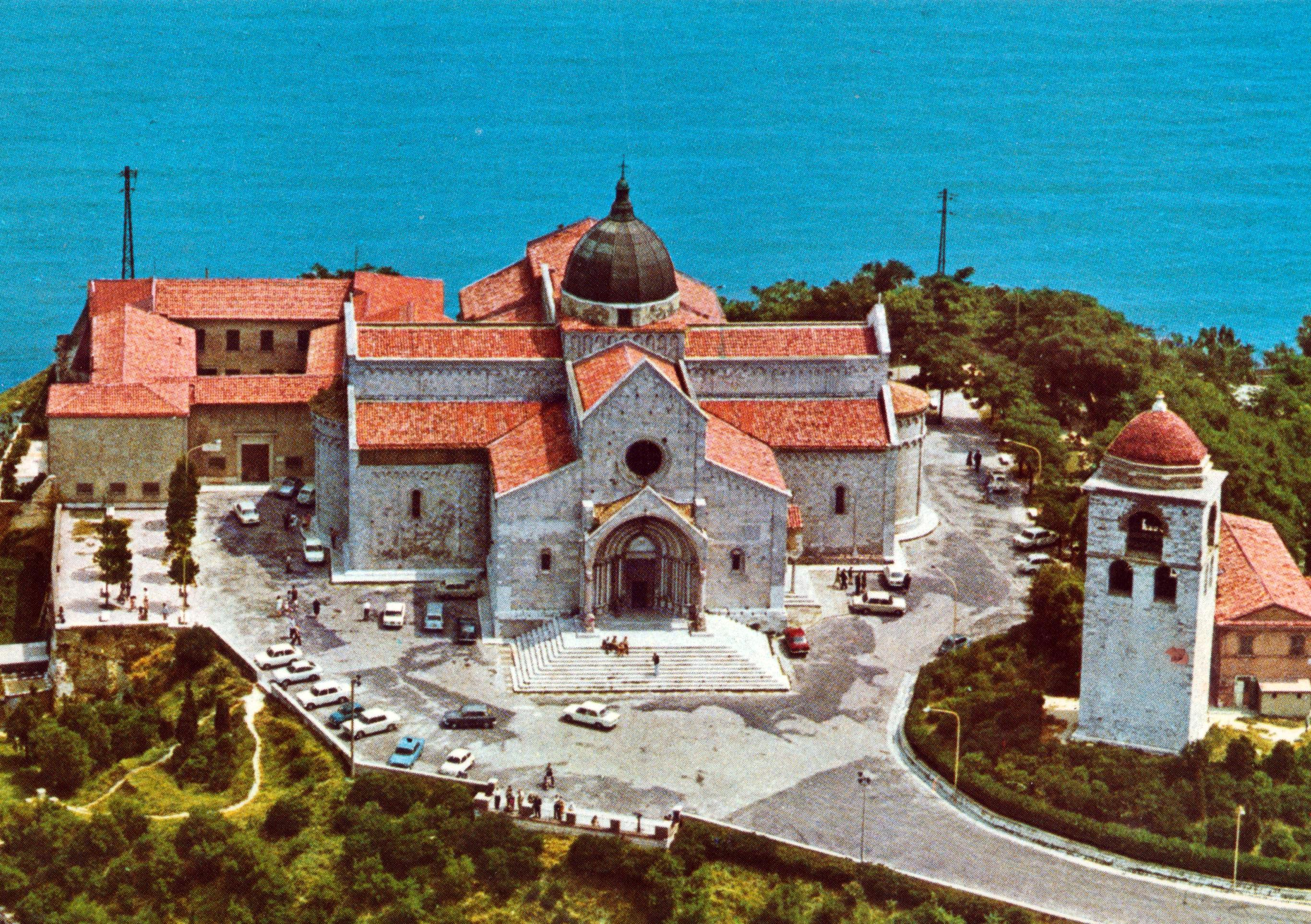
Собор Анкони

У мистецтві Анкона була одним із центрів так званого Адріатичного відродження, того особливого виду ренесансу, що поширився між Далмацією, Венецією та Марке, що характеризується перевідкриттям класичного мистецтва та певною наступністю з готичним мистецтвом. Морський картограф Граціозо Бенінкаса народився в Анконі, так само як і навігатор-археолог Кіріако з Анкони, названий його колегами-гуманістами «батьком старожитностей», який повідомив сучасникам про існування Парфенону, Пірамід, Сфінкса та інших відомих стародавніх пам'ятників, що вважались на той час зруйнованими. Анконі завжди доводилося захищатися від зазіхань як Священної Римської імперії, так і папства. Вона ніколи не нападала на інші морські міста, але завжди був змушена захищатися. Це мало успіх до 1532 року, коли вона втратила незалежність після того, як Папа Климент VII заволодів нею політичними засобами.

## Рагуза

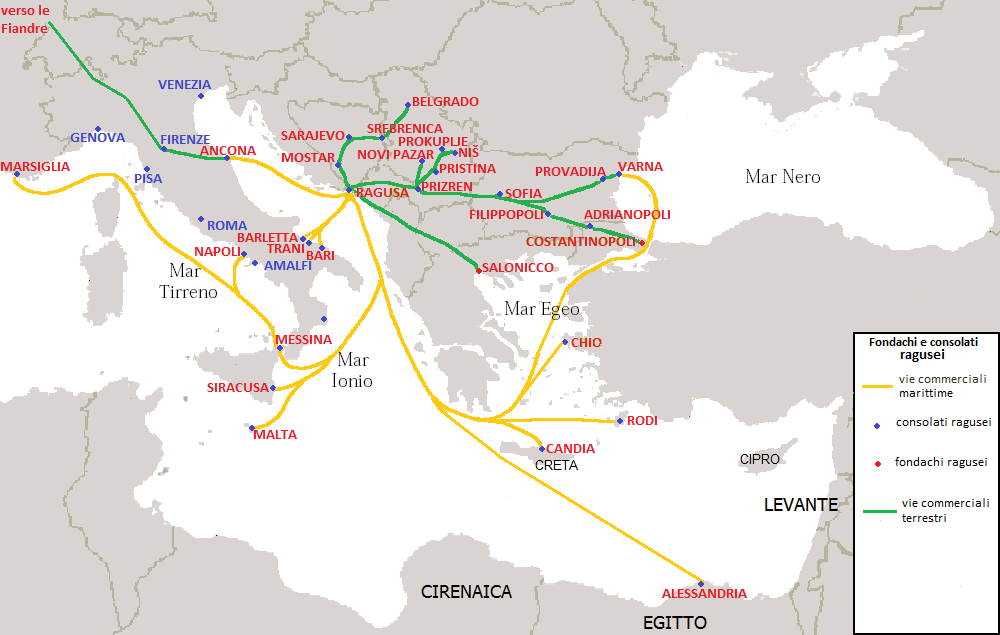
Торгові зв'язки Рагузи

У першій половині VII століття Рагуза почала активно розвивати торгівлю у Східному Середземномор'ї. З XI століття вона була відомим морським та торговим містом, особливо в Адріатиці. Перший відомий комерційний контракт припадає на 1148 рік і був підписаний з містом Мольфетта, але в наступні десятиліття з'явилися й інші партнери, включаючи Пізу, Термолі та Неаполь.

Після падіння Константинополя під час Четвертого хрестового походу в 1204 році, Рагуза потрапила під владу Венеційської республіки, від якої вона успадкувала більшість своїх установ. Венеційське правління тривало півтора століття і визначало інституційну структуру майбутньої республіки з появою Сенату в 1252 році та затвердженням статуту Рагузи 9 травня 1272 року. У 1358 р., після війни з Угорським королівством згідно із умовами Задарського миру, Венеція змушена була відмовитись від багатьох своїх володінь в Далмації. Рагуза добровільно потрапила в залежність Угорського королівства, отримавши право на широке самоврядування в обмін на допомогу її флоту та сплату щорічної данини. Рагуза була укріплена і обладнана двома портами. з 1403 року Рагузьку комуну (Communitas Ragusina) почали називати Рагузькою республікою (Respublica Ragusina).

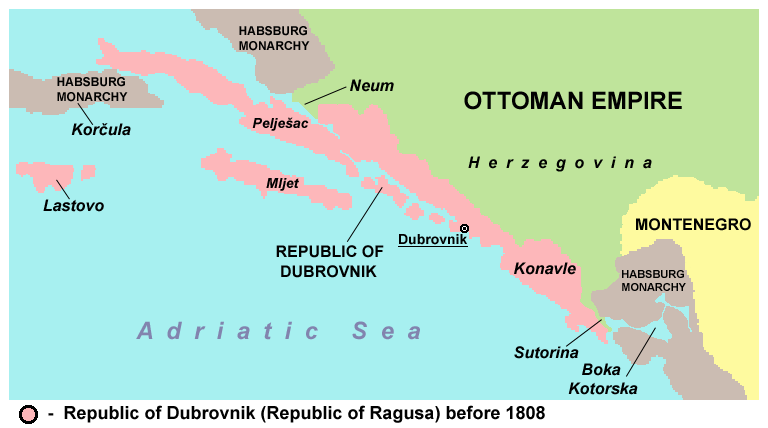
Республіка Рагуза в 1808 році

Засновуючи своє процвітання на морській торгівлі, Рагуза стала головною державою південної Адріатики і почала конкурувати з Венеційською республікою. Протягом століть Рагуза була союзником Анкони, іншого суперника Венеції в Адріатичному морі. Цей союз дозволив обом містам на протилежних сторонах Адріатики протистояти спробам венеційців зробити Адріатику «венеційською затокою», що дало б Венеції прямий чи опосередкований контроль над усіма адріатичними портами. Венеційський торговий шлях пролягав через Німеччину та Австрію; Анкона і Рагуза розробили альтернативний шлях, що йде на захід від Рагузи через Анкону до Флоренції і звідти до Фландрії.

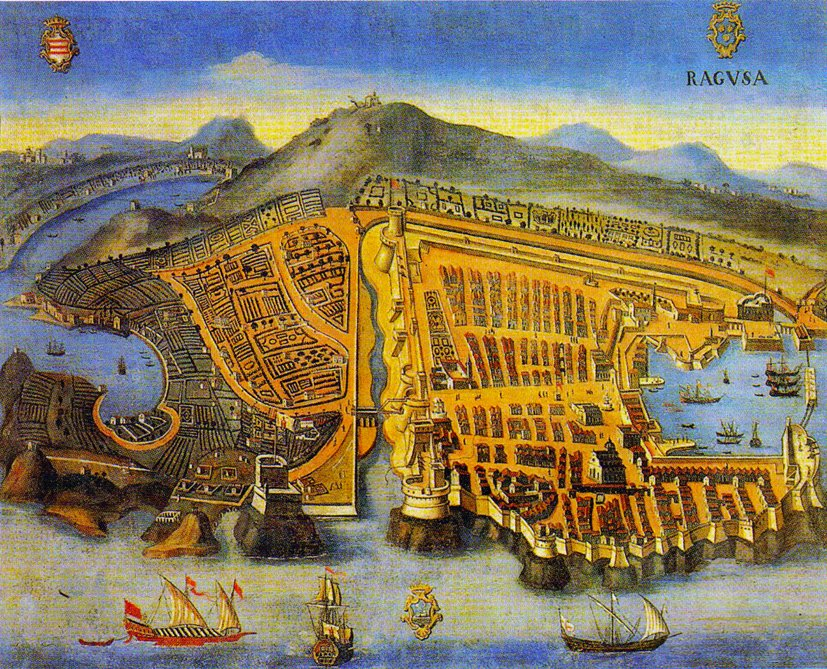
Зображення Рагузи 1667 року

Рагуза була воротами на Балкани та Схід, місцем торгівлі металами, сіллю, спеціями та кіноварню. Свого піку вона досягла у XV—XVI століттях завдяки звільненню від податків на доступні товари. Її соціальна структура була жорсткою, і нижчі класи не грали жодної ролі в її уряді, але вона розвивалася іншими шляхами: в XIV столітті там була відкрита перша аптека, за якою госпіс і карантинний лазарет, а у 1418 р. була скасована работоргівля.
Коли Османська імперія просунулася на Балканський півострів, а Угорщина зазнала поразки в битві при Могачі в 1526 році, Рагуза офіційно потрапила під верховенство султана. Вона зобов'язувалася платити йому щорічну символічну данину, що дозволило місту зберегти свою фактичну незалежність.

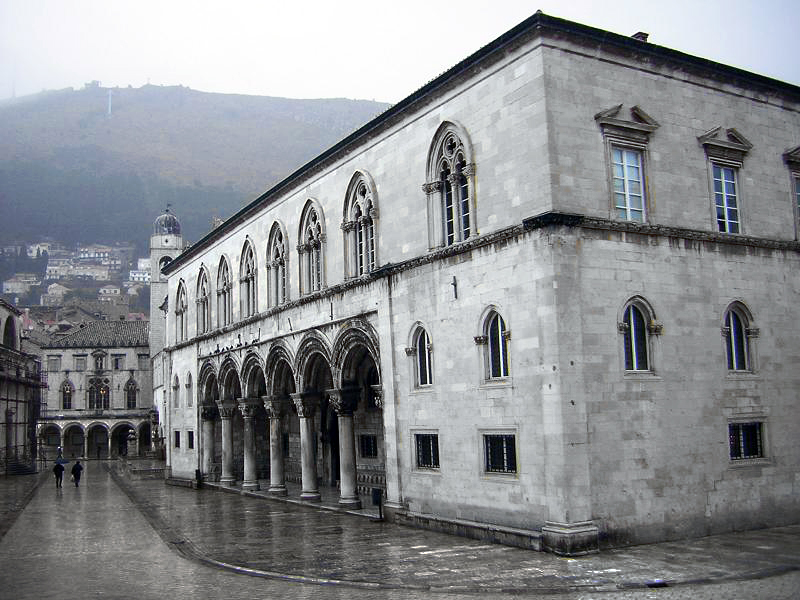
Палац ректора в Дубровнику

У XVII столітті відбувся повільний занепад Республіки Рагуза, переважно внаслідок землетрусу в 1667 р., який зруйнував більшу частину міста, забравши 5.000 жертв, включаючи ректора Сімону де Гетальді . Місто було швидко відбудовано коштом Папи Римського та королів Франції та Англії, що зробило його перлиною урбанізму XVII століття, і Республіка отримала коротке відродження. Пожаревацький договір 1718 р. дав їй повну незалежність, але збільшив податок, який потрібно сплачувати біля воріт, встановлений на рівні 12.500 дукатів.
Австрія окупувала Республіку Рагуза 24 серпня 1798 року. Згідно з Пресбурзьким миром 1805 року місто передалось Франції. 1806 року, після місячної облоги, Рагуза здалась французам. Республіка була остаточно розпущена за наказом генерала Огюста Мармонта 31 січня 1808 р. і була приєднана до наполеонівських іллірійських провінцій.

## Гаета

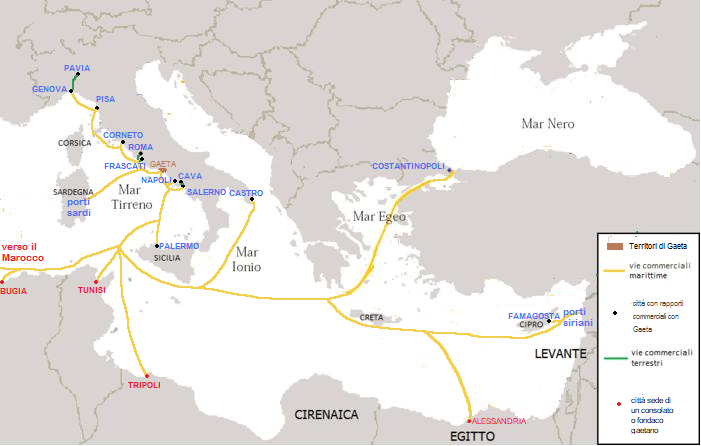
Торгові зв'язки Гаети

Гаетанське герцогство отримало формальну адміністративну автономію від Візантійської імперії в 839 році — під керівництвом першого консула Гаети Костянтина I, який правив разом зі своїм сином Марином. Костянтин був прихильником Візантії та васалом неаполітанського герцога Андрія II. Під його керівництвом місто за допомогою Неаполя та Амальфі у 846 році відбило напад сарацинів і прийняло важливу участь в розгромі мусульманських флотів в морських битвах біля Лікози в 846 році та біля Остії в 849 році, однак близько 875 року Костянтин був силою зміщений Доцибілом I, який став засновником нової династії та de facto забезпечив незалежність Гаети. Під владою династії Доцибілів місто в Х столітті досягло економічної, політичної та мистецької могутності, так, що Гаету називали малою Тірренською Венецією. Династія Доцибілів наполегливо намагались підвищувати значення Гаети, вдаючись до укладення різного роду союзів. Вони об'єднувались з сарацинами проти християн, з папськими військами — проти самих сарацинів. Гаета приймала активну участь в розгромі мусульман в битвах при Остії (849) та на р. Гарільяно (915). Проте це не заважало гаетанцям скористався допомогою сарацинів у їх протистоянні з папою Іваном VIII. Децибіли будували величезні палаци, підносячи престиж міста та демонструючи його достаток. Залишаючись васалами Візантії, Доцибіли здобули славу під її знаменами у битві при Гарільяно в 915 році. 

Гаетанське герцогстово

Головним успіхом Доцибілів стало отримання формальної і фактичної незалежності Гаети і виведення її зі складу Неаполітанського герцогства. 933 року Доцибіл II першим прийняв титул герцога. Період його правління виявився зенітом могутності Гаети, проте він сам заклав початок ослаблення герцогства, запровадивши поділ володінь під час спадкування престолу. Гаета торгувала з найважливішими італійськими містами, мала консульства в містах на берберському узбережжі в північній Африці власні закони та власну валюту — фолларо (follaro), що широко використовувалась на італійських ринках. 

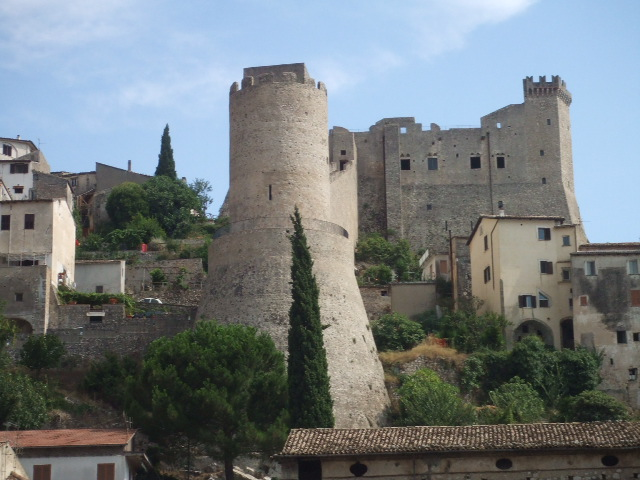
Замок в Ітрі, будівництво якого приписують Доцибілу I.

Гаета контролювала територію, яка приблизно відповідала західній частині нинішньої провінції Латина і протягом декількох років панувала над Понціанськими островами.
Через важливість морської торгівлі в житті герцогства, воно мало особливу організацію, в якій влада герцога була обмежена вагою аристократії та народу, який ставав все заможнішим, сильнішим та свідомішим.
У 1032 році, після династичної кризи, Доцибіли, що владарювали до цього моменту, змушені були підпорядкувати Гаету лангобардському Капуанському князівству, і протягом наступних шістдесяти років незалежні герцоги чергувались з капуанськими васалами, поки в 1100 році нові норманські герцоги міста не звільнили його від влади Капуї і зберігали його незалежним до 1135 р., коли останній гаетанський герцог Річард III заповів його норманському королю Сицилійського королівства Рожеру II.

## Нолі

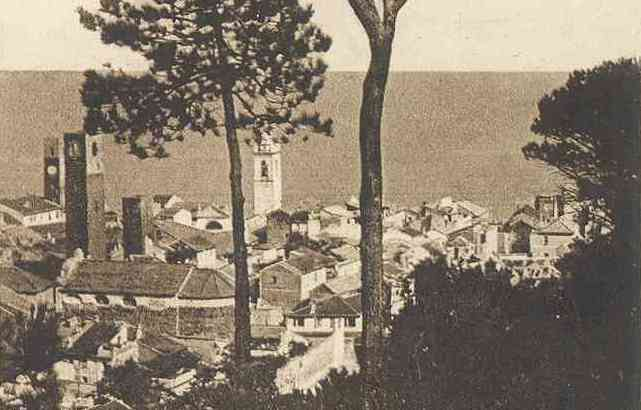
Панорама Нолі (1941)

Золота доба Нолі розпочалася з початком хрестових походів, коли особливе географічне положення Нолі зробило його важливим портом для будівництва кораблів і транспортування людей і провіанту до Святої Землі. Беручи активну участь у хрестових походах, Нолі отримало численні привілеї від християнських володарів Антіохії та Єрусалиму і, перш за все, величезні багатства, за допомогою яких місто змогло поступово викупити права у свого сеньойора маркіза дель Карретто аж до набуття повної незалежності у 1192 році, офіційно оприлюдненої через чотири роки Генріхом VI Швабським.

Вже через десять років після здобуття незалежності, консули новонародженого муніципалітету вирішили об'єднатися з сусідньою та набагато могутнішою Генуєю і у 1202 році республіка Нолі фактично стала її протекторатом та зберігала цей стан протягом усього свого існування. Це зробило Нолі «аномальною» морською республікою порівняно з іншими: фактично вона ніколи не випускала власної валюти та не мала своїх власних автономних факторій, покладаючись у цьому на генуезців хоча і з збереженням при цьому повної внутрішньої незалежності.

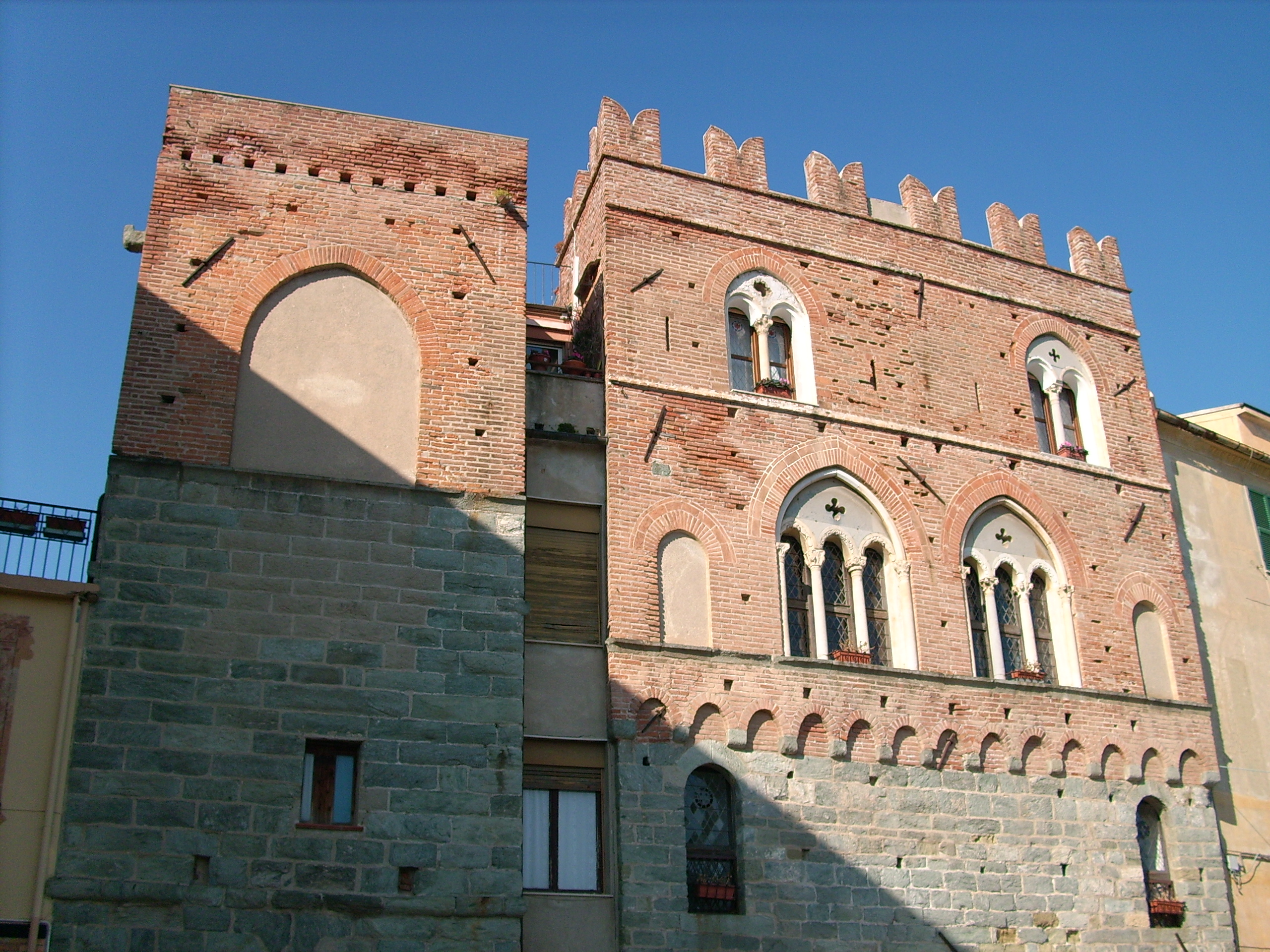
Середньовічні величні палаци в Нолі

Маленька республіка пережила період розквіту протягом XIII та XIV століть, коли навколо міста була зведені потужні мури, укріплені багатьма вежами і коммуна розширила свої кордони до сусідніх поселень Орко, Малларе, Сеньо та Вадочітта. Місто мало сильні гвельфські традиції і приєдналося до Ломбардської ліги, спрямованої проти Фрідріха II Швабського. З цієї причини папа Григорій IX в 1239 році дарував місту статус єпархії Нолі та права на острів Берджеджі.

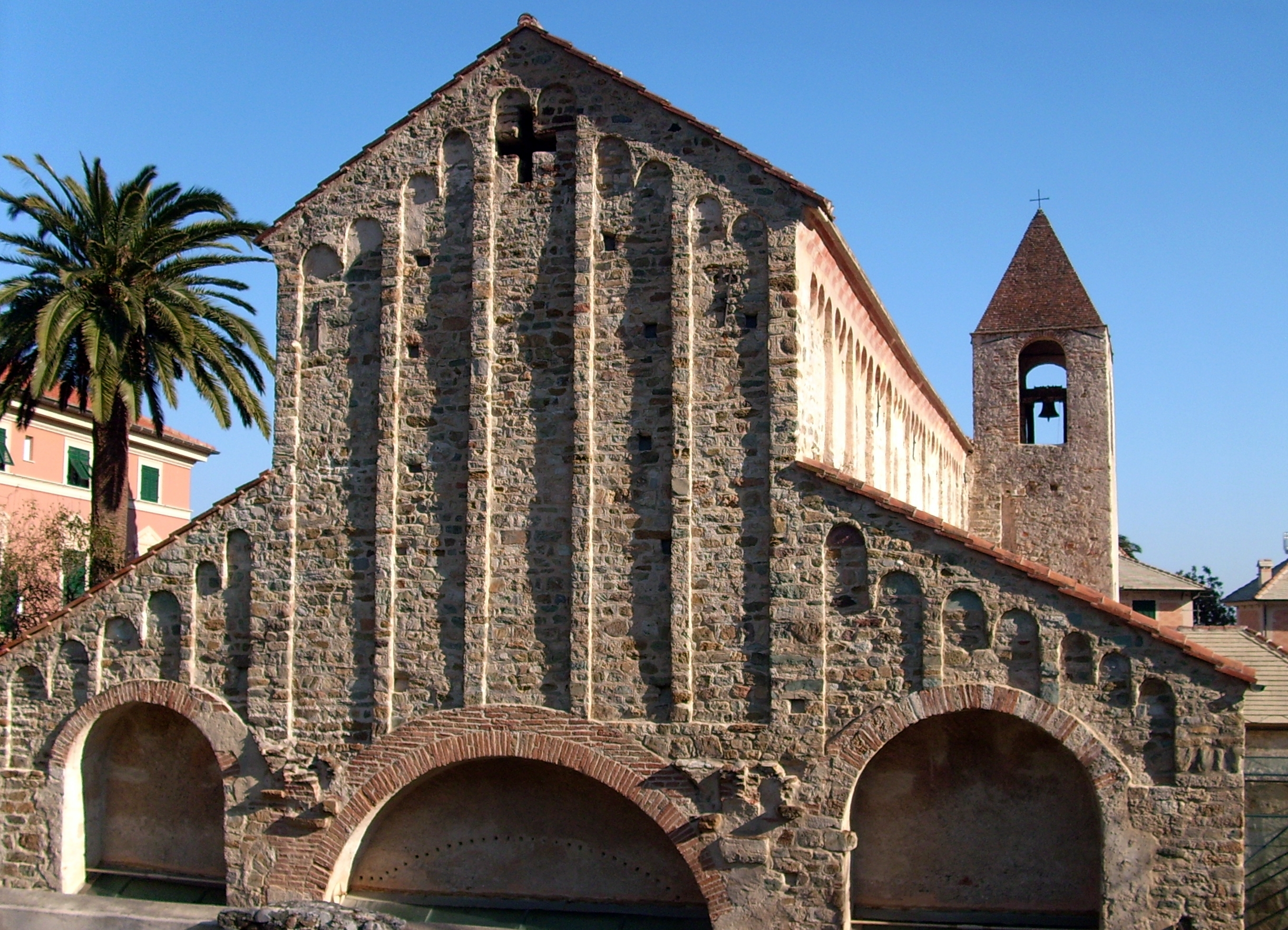
Фасад церкви Сан-Парагоріо

Але процвітання Нолі було пов'язане з хрестовими походами і коли вони закінчилися, географічне положення міста, таке корисне в XIII столітті, виявилося непридатним для основної прибережної торгівлі кораблями XV століття і нолезці, відрізані від морської торгівлі, припинили всю торговельною діяльністю і переважно перетворились на рибалок. Це ще одна особливість історії Нолі: фактично з 1400 року місто перестало бути «морським», хоча й зберігало свою незалежність ще чотири століття.
До комерційної ізоляції додались безперервні війни з сусідніми муніципалітетами Савона і Фінале-Лігуре, які прирекли Нолі на тривалий занепад, якому судилося тривати до кінця незалежності, яка була скасована в 1797 році з приєднанням до Лігурійської Республіки. На думку деяких вчених, мореплавець Антоніо да Нолі, що на службі у португальського принца Енріке Мореплавця здійснював дослідження африканських берегів на світанку Доби великих георгафічних відкриттів, народився в Нолі, але з цього приводу точаться гострі дискусії.

## Відносини морських республік між собою
Відносини між морськими республіками залежали від їх комерційних інтересів і часто оформлювались як політичні чи економічні угоди, спрямовані на спільну експлуатацію торгового маршруту чи взаємне невтручання. Але конкуренція за контроль над торговими шляхами на Схід і в Середземномор'ї породила суперництво, яке неможливо було врегулювати дипломатичним шляхом, і протягом історії між морськими республіками відбулося кілька серйозних збройних конфліктів.

### Амальфі та Піза
Потрапивши під владу ломбардців, а згодом норманів, Амальфі до другої половини XI століття вже не мало повної незалежності, хоча місто продовжувало використовувати свої комерційні маршрути і мало значну адміністративну автономію. Під захистом Вільгельма II, норманського герцога Апулії, у жовтні 1126 р. адміністратори Амальфі досягли вигідної комерційної угоди з сусідньою Пізою про співпрацю в захисті їхніх спільних інтересів у Тірренському морі. Ця угода стала результатом багаторічної дружби з тосканською республікою.
Однак Амальфі не мав власного військового флоту для захисту своїх комерційних інтересів. Ось чому є дуже небагато згадок про участь амальфійських кораблів у військових діях проти інших морських республік. 4 серпня 1135 р. пізанський флот порушив пакт з Амальфі, напавши і вщент пограбувавши Амальфі під час війни між папою Інокентієм II та новим імператором Священної римської імперії Лотарем II (якого підтримували республіки Генуя та Піза) проти короля норманської Сицилії Рожера II, якому підпорядковувався Амальфі. У підсумку ця війна закінчилася на користь Рожера II, який отримав визнання його прав на територіях південної Італії, але для пограбованого пізанцями Амальфі цей напад став смертельним ударом. Місто втратило як свій флот, так і політичну автономію і вже більше ніколи не відновилось як морська потуга.

### Піза та Венеція

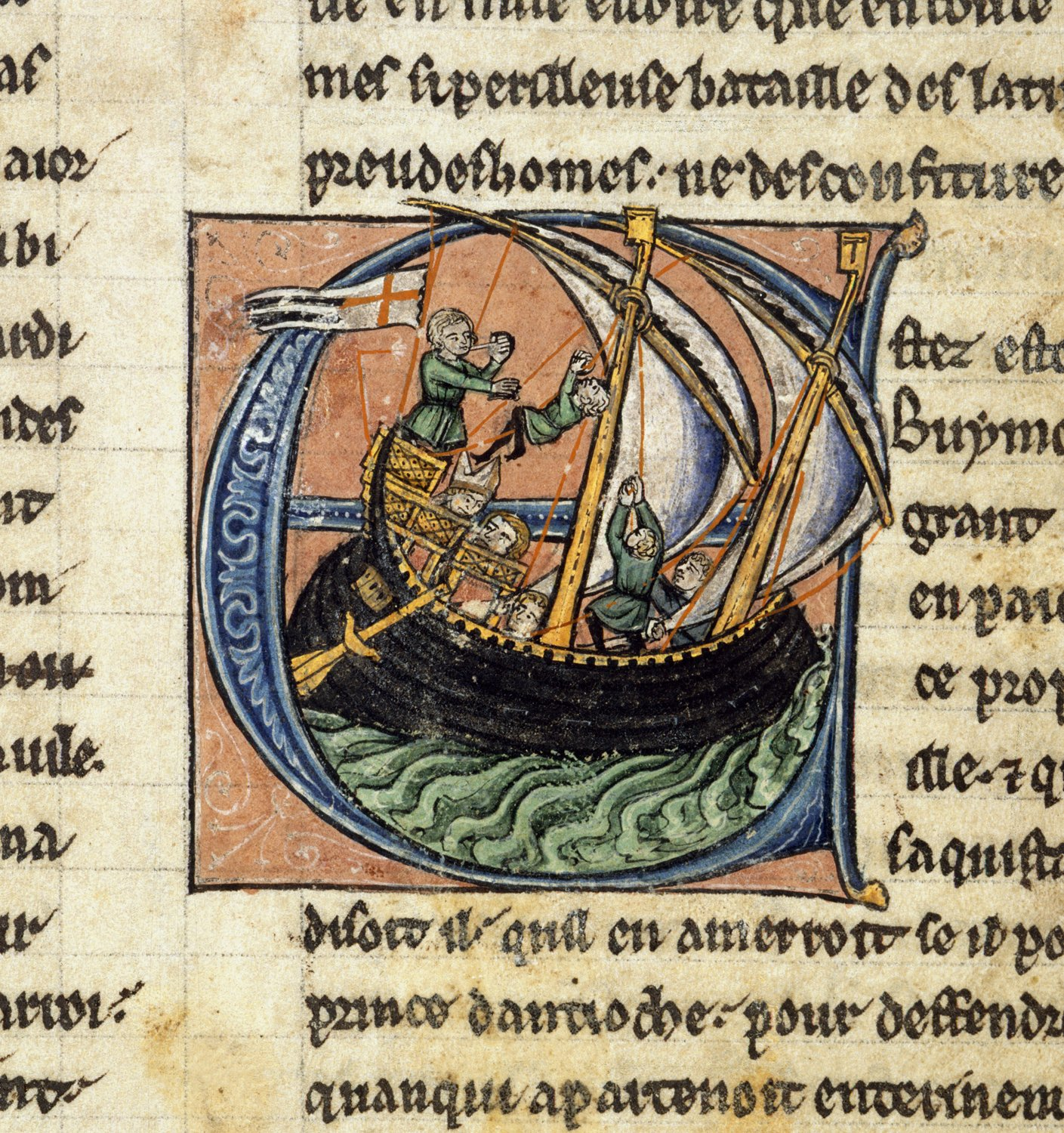
Пізанський архієпископ Дагоберт на кораблі з хрестом Святого Георгія на прапорі

В 1096 році Папа Урбан II, підтриманий промовами Петра Пустельника оголосив про початок Першого хрестового походу у Святу Землю. Венеція та Піза майже одночасно приєднались до хрестового походу і дві республіки незабаром стали конкурентами. Венеційська морська армія єпископа Евгеніо Контаріні зіткнулася з пізанською армією архієпископа Дагоберта в морі біля Родосу. Піза та Венеція підтримали облогу Єрусалима армією на чолі з Готфрідом Буйонським. Але пізанські сили залишилися у Святій Землі і пізанський архієпископ Дагоберт став латинським патріархом Єрусалиму і коронував Годфріда Буйонського першим християнським королем Єрусалиму. Венеція навпаки, незабаром закінчила свою участь у Першому хрестовому поході, можливо, тому, що її інтереси полягали головним чином у врівноваженні пізанського та генуезького впливу на Сході.
Відносини між Пізою та Венецією не завжди характеризувалися суперництвом та антагонізмом. Протягом століть дві республіки підписали кілька угод, що стосувались їх зон впливу та дій, та були спрямовані на усунення прямої конкуренції. 13 жовтня 1180 року венеційський дож та представник пізанських консулів підписали угоду про розподіл зон впливу між республіками в Адріатичному та Тірренському морі, а в 1206 році Піза та Венеція уклали ще один договір, в якому вони підтвердили відповідні зони впливу. Між 1494 і 1509 роками, під час облоги Пізи Флоренцією (яку підтримував німецький імператор), Венеція надала допомогу пізанцям, дотримуючись політики захисту італійської території від іноземного втручання.

### Піза та Генуя
На початку ці дві морські республіки, близькі одна до одної на Тірренському морі, співпрацювали як союзники проти загрози арабської експансії. Однак пізніше їх суперництво домінувало в західному Середземномор'ї.

#### Союзи проти арабів

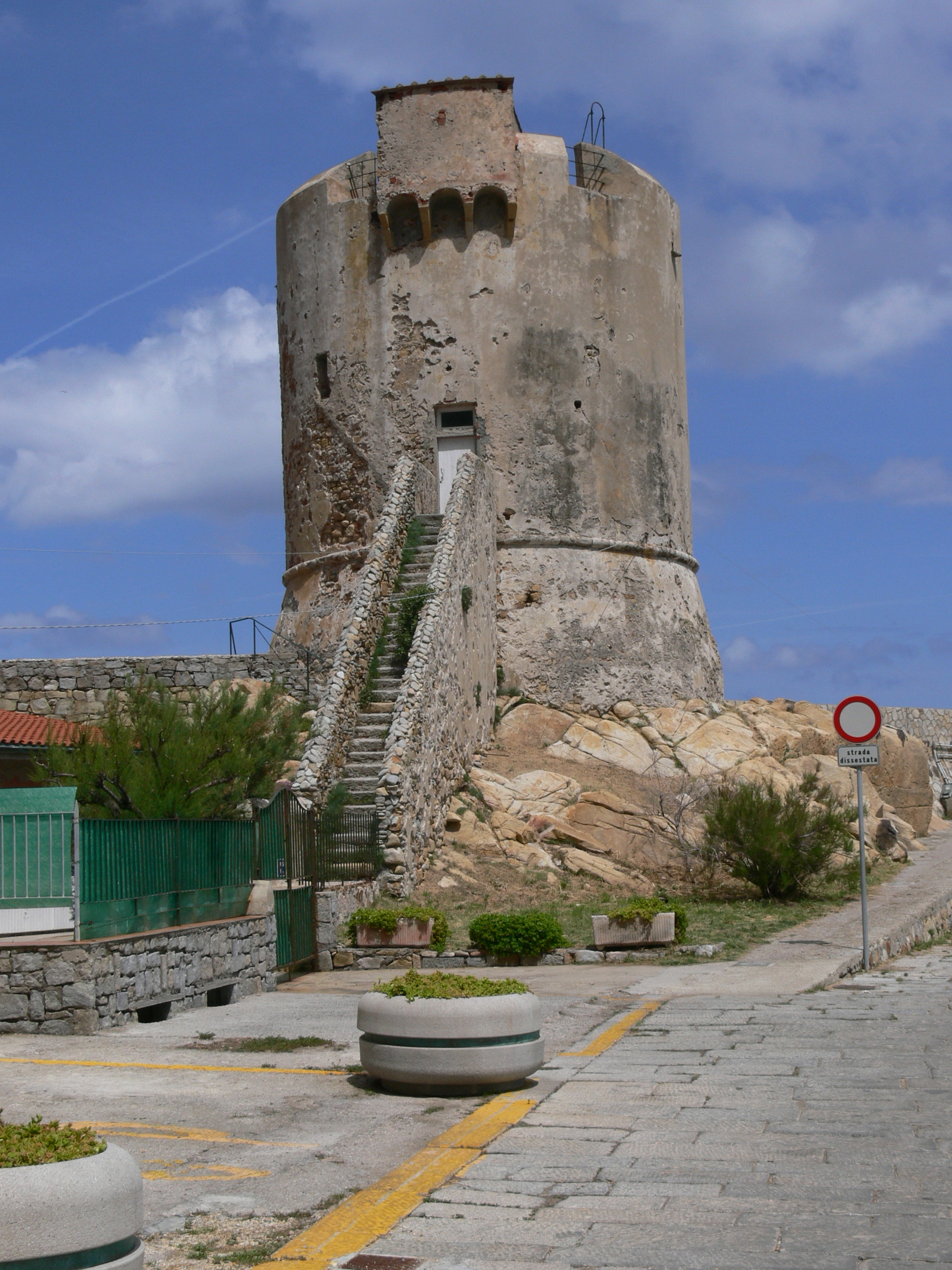
Вартова башта в місті Марчіана-Марина на Ельбі, побудована Республікою Піза для захисту від піратів-сарацинів

На початку другого тисячоліття мусульманські армії окупували Балеарські острови і Сицилію і намагалися закріпитись в Калабрії, Апулії та на Сардинії. В протистоянні з сарацинами, Піза та Генуя вперше об'єднали зусилля, щоб вигнати флот Муджахіда аль-Амірі з узбережжя Сардинії, де він стояв між 1015 і 1016 роками, загрожуючи виживанню християнських сардинських юдикатів. Незабаром після того, як цілі було досягнуто, почалися суперечки щодо контролю над звільненими територіями. Через обмежені сили, альянс не зміг довго утримувати такий великий острів в Тірренському морі.
Часті суперечки, і навіть озброєнні зіткнення були припинені в 1087 році, коли морські республіки знову об'єднали сили для боротьби зі своїм спільним ворогом. Влітку того ж року величезний флот, що складався з двохсот галер з Генуї та Пізи, а також декількох допоміжних кораблів з Амальфі, Гаети і Салерно відплив до середземноморського узбережжя Африки. 6 серпня 1087 року спільний флот здійснив успішний напад на Махдію, місто на північноафриканському узбережжі, що слугувало прихистком для берберських піратів.
Ця переможна експедиція переконала Папу Римського Урбана II в можливості організації великого хрестового походу для звільнення Святої Землі. 21 квітня 1092 р. Папа Римський підвищив статус архиєпархії Пізи до рангу митрополії та підпорядкував їй єпископів Корсики.
Близько 1110-х років Папа Пасхалій II попросив пізанців та генуезців організувати спільний хрестовий похід у західному Середземномор'ї. Експедиція пройшла успішно і призвела до тимчасового звільнення Балеарських островів від мусульман. На знак подяки папа надав обом республікам багато привілеїв. Пізанському архієпископу, на додачу до Корсики, було надано першість над Сардинією.

#### Перша війна між Пізою та Генуєю
Папські поступки архієпископу Пізи значно збільшили престиж тосканської республіки в усьому Середземному морі, але водночас викликали заздрощі з боку генуезців, що незабаром спровокувало конфлікт. У 1119 р. Генуезці напали на декілька пізанських галер, розпочавши криваву війну на морі та суші. Це тривало до 1133 р., з перервами на декілька перемир'їв, які часом дотримувались, а часом порушувались. Сутички було припинено шляхом розподілу влади над корсиканськими єпархіями між двома містами.

#### Друга війна між Пізою та Генуєю
Коли імператор Фрідріх I Барбаросса прибув до Італії, щоб протистояти могутності італійських міст, Генуя хоч і підтримала імператорську сторону, але з певними зауваженнями, тоді як Піза беззастережно надала важливу допомогу імператору своєю участю в облозі Мілана. У 1162 і 1163 рр. Фрідріх I надав Пізі значні привілеї, такі як контроль над Тірренським узбережжям аж до Чивітавекк'ї.
Це відродило заздрощі і суперництво з боку Генуї, і протистояння знову переросло у відкритий конфлікт. У конфлікті відбулася пауза під час четвертого походу Фрідріха до Італії, але він відновився незабаром після його від'їзду. Мир був досягнутий 6 листопада 1175 р. після чергового повернення імператора Священної Римської імперії в Італію. Угода сприяла Генуї, розширюючи її заморські території. І Піза і Генуя брали участь у кампанії наступника Фрідріха Генріха VI проти Сицилійського королівства.

#### Поразка Пізи

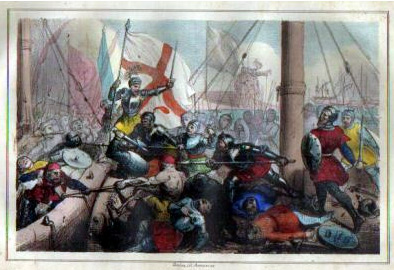
Битва при Мелорії. Літографія Арманіно

В 1241 році флот Пізанської республіки обєднався з сицилійським флотом імператора Фрідріха II, щоб завдати вдічутної поразки генуезькому флоту, який перевозив до Риму делегатів папської асамблеї в битві при Джильйо. Через це Папа римський Григорій IX відлучив комуну Пізи від церкви і ця заборона тривала до 1257 року.
З 1282 р. Генуя та Піза повернулися до боротьби між собою. Вирішальна морська битва відбулася 6 серпня 1284 року. Флоти Пізи та Генуї цілий день билися в битві при Мелорії. Генуезці вийшли переможцями, тоді як пізанські галери, не отримавши допомоги, були змушені відступити до порту Пізи. Тисячі пізанців потрапили у генуезький полон. Серед них був пізанський поет Рустікелло да Піза, який зустрів у генуезькій вязниці венеційця Марко Поло (що був захоплений генуезцями пізніше під час битви з венеційцями при Курцолі) і записав пригоди венеційського дослідника.
Битва при Мелорії суттєво підірвала могутність Пізанської республіки, яка після неї так і не змогла відновити свою провідну роль у західному Середземномор'ї. Піза втратила в битві тисячі юнаків, що спричинило колапс населення. Венеція не втрутилася, щоб допомогти своєму союзнику Пізі в цій війні. Деякі історики  вважають це рішення помилкою з боку Венеції, яка таким чином сприяла захопленню верховенства у Тірренському морі своїм конкурентом Генуєю і одночасно втратила важливу допомогу Пізи на сході. Попри невдачу, Піза змогла продовжити територіальну експансію в Тоскані кількома десятиліттями пізніше, завдяки Гвідо да Монтефельтро та Генріху VII, імператору Священної Римської імперії.
У XIV столітті влада у Пізі змінилася з комуни на сеньйорію. Фаціо Новелло делла Герардеска, освічений аристократ, покращив стосунки з Флоренцією, Папою Римським та Генуєю. Договір з Генуєю був лише першим із серії комерційних угод. Але в перші роки наступного століття, за правління Габріелло Марії Вісконті, місто Піза було обложене Міланом, Флоренцією, Генуєю та Францією. Джованні Гамбакорта скористався цим, щоб захопити владу в місті, після чого таємно домовився з нападниками про капітуляцію. 6 жовтня 1406 року Піза стала володінням Флоренції, яка таким чином реалізувала свою давню мету — вихід до моря. Ця подія знаменувала кінець Пізанської республіки.

### Венеція та Генуя

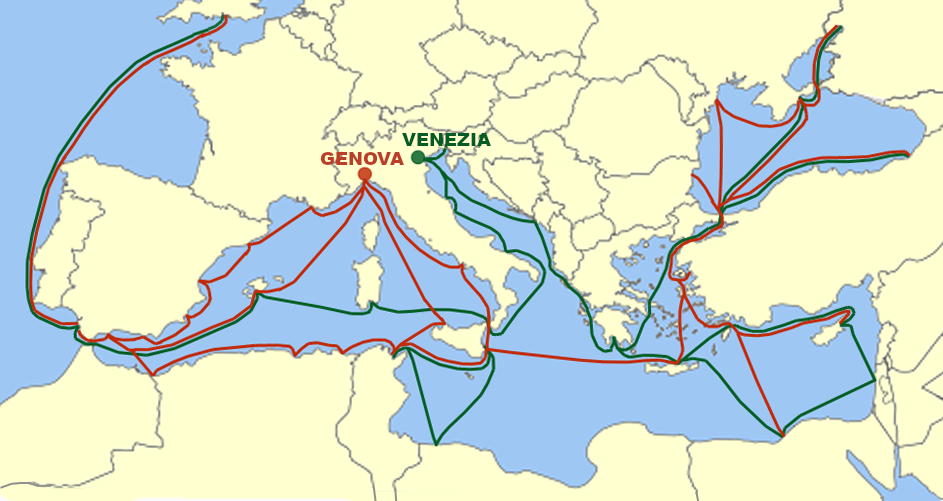
Головні торговельні морські шляхи Венеції та Генуї

Відносини між Генуєю та Венецією були майже постійно конкурентними та ворожими як в економічному, так і у військовому плані. До початку XIII століття військові дії обмежувались рідкісними актами піратства та поодинокими сутичками.
У 1218 році Венеція та Генуя досягли домовленості про припинення взаємного піратства та захист одне одної. Генуї було гарантовано право торгувати у Східному Середземномор'ї, на новому і вигідному ринку.

#### Війна Святого Сави

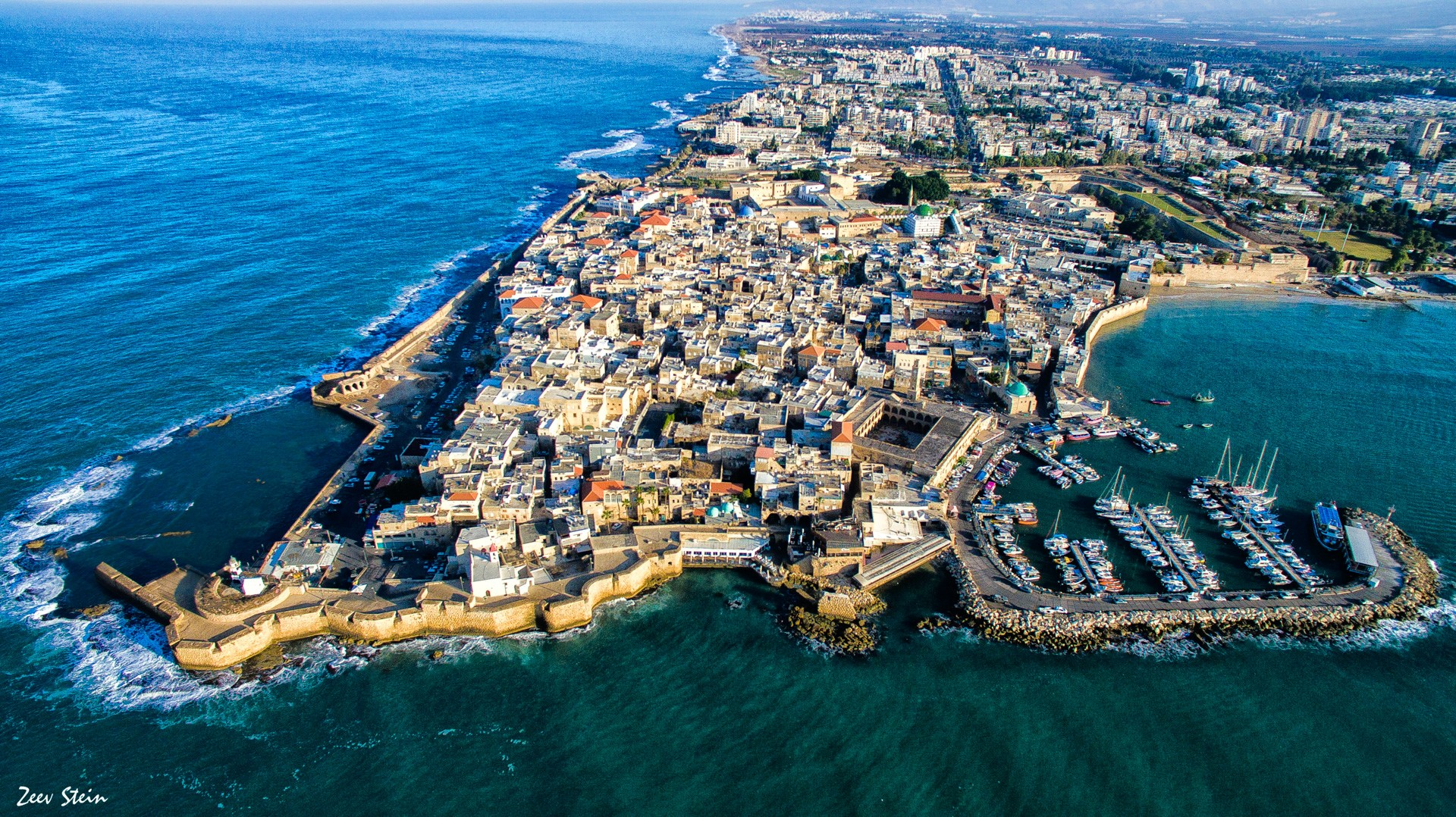
Порт Акри

Конфлікт між двома республіками досяг жорстокої кризи в боротьбі в палестинській Акрі за право власності на монастир Святого Сави. Генуезці зайняли його в 1256 р., пограбувавши венеційський квартал та знищивши пришвартовані там венеційські кораблі. У відповідь в 1257 році Венеція надіслала флот на чолі з адміралом Лоренцо Тьєполо, який відбив венеційський квартал, захопив спірний монастир Святого Савви та взяв генуезький квартал в облогу. 1258 року Генуя надіслала в Акру свій флот, який підтримав з суші сеньйор Тіру Філіп де Монфор. В битві біля Акри менший за чисельністю флот Тьєполо завдав генуезцям розгромної поразки, майже половина генуезьких галер була потоплена, а близько 1700 військових та моряків загинули чи потрапили в полон. В інших зіткненнях з венеційським військовим флотом генуезці також зазнавали поразок, зокрема і в битві біля Сеттепоцці і битві біля Трапані.
Це підштовхнуло генуезців змінити стратегію і перейти від боротьби з венеційським військовим флотом до піратських нападів на венеційські торгові конвої. 1264 року в битві біля Сасено генуезці зненацька напали на незахищений венеційський конвой, захопивши або потопивши більшість кораблів і захопили вантаж, вартість якого у Венеції була оцінена в 100 000 генуезьких лір.
Програвши більшість битв, найбільшого успіху під час війни Святого Сави, генуезці досягнули на політичному фронті, уклавши в 1261 році Німфейський договір з майбутнім імператором Візантії Михіїлом VIII Палеологом, який узурпував Нікейський престол і планував відвоювати усі землі, що колись належали Візантійській імперії. Його експансіоністський проєкт влаштовував генуезців. Вже через декілька місяців після укладання Німфейського договору, нікейська армія захопила Константинополь, спричинивши крах Латинської імперії менш ніж через шістдесят років після її створення. В результаті свого союзу з Михайлом Палеологом, Генуя отримала важливі торгові преференції у відновленій Візантійській імперії і замінила Венецію в монопольній торгівлі з причорноморськими територіями.

#### Війна Курцоли (1294—1299)
Цей період конфлікту між Генуєю та Венецією закінчився битвою при Курцолі 1298 р., в якій переміг флот Генуї на чолі з адміралом Ламба Доріа, а венеційський адмірал Андреа Дандоло (син дожа Джованні Дандоло) потрапив у полон. Щоб уникнути сорому бути доставленим до Генуї в кайданах, Дандоло покінчив життя самогубством, розбивши голову об весло, до якого був прив'язаний. Через рік республіки підписали мирний договір у Мілані.

#### Війна за протоки (1350—1355)
Поширення генуезького домінування в Чорному морі призвело до спалаху нового конфлікту з Венецією, чий флот об'єднався з візантійським і на чолі з Нікколо Пізані намагався вибити генуезців з їхньої колонії Галата в Константинополі, але був відкинутий генуезьким флотом Пагано Доріа. Сторони знову зіткнулися в 1352 році в битві біля Босфору з невизначеним результатом. Але в 1353 році венеційці об'єднались з Арагоном, щоб напасти на генуезьке місто Альгеро на Сардинії і завдали в битві при Лохері чутливу поразку генуезцям. Лігурійці взяли реванш в 1354 році у битві при острові Сапієнца на Пелопоннесі, але Генуя не змогла повною мірою скористатися цією перемогою і наступного року сторони уклали мир, який не був надто обтяжливим для Венеції, яка зобов'язалась не посилати кораблі до Тани в Азовському морі протягом трьох років.

#### Війна Кіоджи

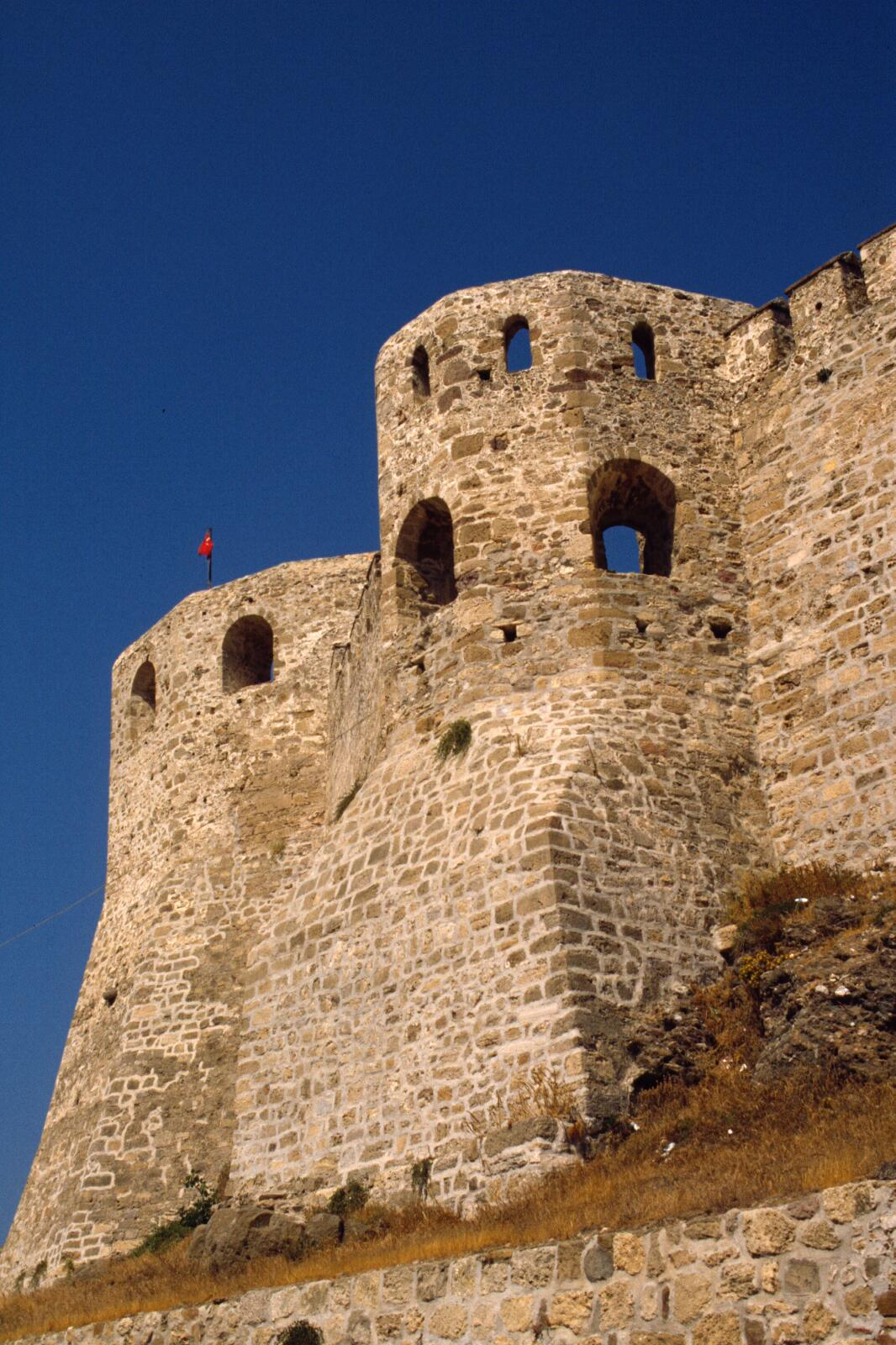
Венеційська фортеця на о. Тенедос, зараз о. Бозджаада, (Туреччина)

Ближче до кінця XIV століття генуезцям вдалося окупувати Кіпрське королівство, яке управлялось королем Петром II де Лузіньяном, а Андронік IV Палеолог передав генуезцям острів Тенедос, стратегічний порт на підступах до Чорноморських проток, замість поступки його батька Іоанна Палеолога цього острову на користь Венеції. Ці дві події спричинили відновлення бойових дій між двома морськими республіками, які велись між ними по всьому Середземномор'ю.
Конфлікт був названий війною Кіоджи, тому що венеційці після початкового успіху були розгромлені генуезцями в морській битві біля Пули, після чого генуезці окупували Кіоджу і взяли в облогу саму Венецію. Венеційці збудували новий флот і, в свою чергу, взяли в облогу генуезців у Кіоджі, змусивши їх здатися в 1380 році. Війна закінчилася важким для обох республік Туринським миром, укладеним за посередництва графа Савої 8 квітня 1381 року.
Захоплення Константинополя османами Мехмеда II 29 травня 1453 року поклало край одинадцятистолітній Візантійській імперії. Ця подія мала сильний відгук у Європі, який надихнув папу Миколу V на планування хрестового походу. Щоб реалізувати свою ідею, Папа виступив посередником між двома коаліціями, які продовжували битву в Тоскані та Ломбардії. Козимо Медічі та Альфонсо V Арагонський увійшли до італійської ліги разом з Папою Миколою, Франческо Сфорца з Мілана та Венецією.
У той час як папи Калліст II і Пій II намагалися просунути ідею свого попередника та намагались схилити до ідеї хрестового походу як держави Італійської ліги, так і інші європейських держав, османи розгромили багато генуезьких та венеційських колоній. Ці події показали перевагу нової великої військової та військово-морської османської сили у Східному Середземномор'ї та змусили дві італійські морські республіки шукати собі нової долі. Генуя знайшла свою в сфері міжнародних фінансів, а Венеція — в розширенні своїх материкових володінь (Тераферма).

#### Бої на суші та об'єднання у Священній лізі

Битва при Лепанто на картині з Національного морського музею, Гринвіч, Лондон

Приблизно в середині XV століття Генуя уклала потрійний союз з Флоренцією та Міланом, на чолі з королем Франції Карлом VII Звитяжним. Тим часом Венеція стала на бік Альфонсо V Арагонського, який зайняв Неаполітанський престол. Завдяки суперництву італійських держав було створено дві великі коаліції, а іноземне втручання на півострів неухильно зростало.
Щоб протистояти османам, Венеція та Генуя в XVI столітті відкинули свої суперечки, щоб приєднатися до Священної Ліги, створеної Пієм V. Більшу частину християнського флоту складали венеційські кораблі, близько 100 галер. Генуезький флот ходив під іспанським прапором, оскільки Генуезька республіка позичила всі свої кораблі королю Іспанії Філіпу II. Вражаючий флот Християнської ліги зібрався в затоці Лепанто під командуванням іспанця Хуана Австрійського, щоб зіткнутися з турецьким флотом, яким командував капудан-паша Османського флоту Муезинзаде Алі-паша. Битва при Лепанто продовжувалась з полудня 7 жовтня 1571 р. до світанку наступного дня і закінчилася перемогою Християнської ліги.

### Венеція, Анкона та Рагуза
Комерційна конкуренція між Венецією, Анконою та Рагузою була дуже сильною, оскільки всі вони межували з Адріатичним морем. Вони вели неодноразові відкриті бої. Венеція, знаючи про свою головну економічну та військову силу, не любила конкуренції з боку інших морських міст Адріатики. Кілька портів Адріатичного моря знаходились під владою Венеції, але Анкона та Рагуза зберегли свою незалежність. Щоб уникнути підкорення венеційському пануванню, ці дві республіки уклали багаторазові та тривалі союзи.
У 1174 році Венеція об'єднала свої сили з імператорською армією Фрідріха I Барбароси, щоб спробувати здолати Анкону. Наміром Фрідріха було підтвердити свою владу над італійськими містами. Венеційці розмістили численні галери та галеон Тотус Мундус у порту Анкони, тоді як імператорські війська облягали з боку суші. Після кількох місяців драматичного опору анконітян, підтриманого візантійськими військами, вони змогли направити невеликий контингент до Емілії-Романьї з проханням про допомогу. Війська з Феррари та Бертиноро прибули, щоб врятувати місто, і відбили в бою імперські війська та венеційців.
Венеція завоювала Рагузу в 1205 році і утримувала її до 1382 року, коли Рагуза де-факто відновила свободу, погодившись сплачувати данину спочатку угорцям, а після битви при Могачі, туркам. У цей період Рагуза підтвердила свій старий союз з Анконою.

## Вплив на європейську культуру
Фрідріх Гаєк у книзі «Шлях до рабства» так описав вплив морських республік на європейську культуру:
|                                          | Із торгових міст північної Італії купці, торговці поширювали нові погляди на життя на захід і на північ, через Францію та південно-західну Німеччину в Нідерланди і на Британські острови, укорінюючись скрізь, де не було політичної деспотії, здатної їх задушити. У Нідерландах і Британії нові погляди тривалий час розвивалися повноцінно й уперше змогли стати основою соціального і політичного життя цих країн. |
| — Фрідріх Гаєк, «Шлях до рабства» (1944) | |